# Good Sunday
Good Sunday (tiếng Hàn Quốc: 일요일이 좋다) là chương trình truyền hình thực tế-đa dạng của Hàn Quốc được phát sóng trên SBS, cạnh tranh trực tiếp với Sunday Night của MBC và Happy Sunday của KBS2. Chương trình phải cạnh tranh với Happy Sunday và Sunday Night nhưng nó vẫn giữ hạng #1 trên bảng xếp hạng Top 20 mỗi Chủ nhật. Good Sunday bao gồm một chuỗi "nhiều chương trình", hoặc phân đoạn, được phát sóng trong chương trình. Hiện nay, K-pop Star 3 phát sóng và 4:55 chiều KST thời lượng 75 phút, và Running Man phát sóng sau lúc 6:10 chiều thời lượng 90 phút.

## Lịch sử
Trước Good Sunday, Ultra Sunday Hurray! (초특급 일요일만세) bắt đầu phát sóng vào 18 tháng 3 năm 2001. Bắt đầu vào 20 tháng 1 năm 2002 Show! Sunday World (쇼!일요천하) được phát sóng, và 14 tháng 7 năm 2002 Beautiful Sunday (뷰티풀 선데이) được phát sóng đến 28 tháng 3 năm 2004, nơi mà Good Sunday bắt đầu phát sóng tin tức, chương trình định kỳ. Đến 11 tháng 7 năm 2010, chương trình lần đầu tiên phát sóng dưới định dạng chất lượng cao. (Chỉ phần 1, Running Man, phát sóng HD với phần 2, Family Outing 2, vẫn phát sóng SD, đến tập cuối cùng.) Đến 18 tháng 7 năm 2010, cả Phần 1 và 2 (Running Man và Heroes) phát sóng HD. Good Sunday được chia thành hai phần, từ 27 tháng 7 năm 2008 đến 8 tháng 5 năm 2011. Vào 22 tháng 5 năm 2011, nó trở lại phát sóng "toàn bộ" chương bắt đầu từ 5:20 chiều KST và kết thúc vào lúc 8:00 tối thời lượng 160 phút. Đến 25 tháng 9 năm 2011, Good Sunday một lần nữa được chia làm hai phần, Phần 1 phát sóng lúc 5:20 chiều và Phần 2 phát sóng lúc 6:50 chiều KST, trong nỗ lực để tăng hạng. Vào 4 tháng 12 năm 2011, một lần nữa nó trở lại phát sóng thành một toàn bộ chương trình bắt đầu vào lúc 5:00 chiều thời lượng 180 phút.

## Thời gian phát sóng
- 28 tháng 3 năm 2004 – 29 tháng 10 năm 2006 (17:50 - 20:00; 2 giờ 10 phút)
- 5 tháng 11 năm 2006 - 4 tháng 11 năm 2007 (17:30 - 18:40; 1 giờ 10 phút)
- 11 tháng 11 năm 2007 - 18 tháng 5 năm 2008 (17:30 - 20:00; 2 giờ 30 phút)
- 25 tháng 5 năm 2008 – 21 tháng 8 năm 2011 (17:20 - 20:00; 2 giờ 40 phút)
  - 27 tháng 7 năm 2008 – 11 tháng 7 năm 2010; 20 tháng 3 năm 2011 – 8 tháng 5 năm 2011 (17:20 - 18:40; 1 giờ 20 phút; Phần 1)
  - 27 tháng 7 năm 2008 – 23 tháng 5 năm 2010; 11 tháng 7 năm 2010; 20 tháng 3 năm 2011 – 1 tháng 5 năm 2011 (18:50 - 20:00; 1 giờ 10 phút; Phần 2)
  - 18 tháng 7 năm 2010 – 13 tháng 3 năm 2011 (17:20 - 18:35; 1 giờ 15 phút; Phần 1)
  - 18 tháng 7 năm 2010 – 13 tháng 3 năm 2011 (18:45 - 20:00; 1 giờ 15 phút; Phần 2)
- 28 tháng 8 năm 2011 – 4 tháng 12 năm 2011 (17:05 - 20:00; 2 giờs 55 phút)
  - 25 tháng 9 - 27 tháng 11 năm 2011 (17:05 - 18:30; 1 giờ 25 phút; Phần 1)
  - 25 tháng 9 – 27 tháng 11 năm 2011 (18:40 - 20:00; 1 giờ 20 phút; Phần 2)
- 11 tháng 12 năm 2011 - 11 tháng 11 năm 2012 (17:00 - 20:00; 3 giờ)
- 18 tháng 11 năm 2012 – Nay (16:55 - 20:00; 3 giờs 5 phút)

## Phân khúc hiện tại

### Roommate
- Diễn viên: Chan-yeol (EXO), Hong Soo Hyun, Jo Se-ho, Lee Dong Wook, Lee So-ra, Nana (After School), Park Bom (2NE1), Park Min-woo, Seo Kang Joon, Shin Sung-woo, Song Ga-yeon[1]

Roommate (Hangul: 룸메이트) là chương trình thực tế gồm 11 nhân vật nổi tiếng cùng sống với nhau trong ngôi nhà chung, chia sẻ không gian chung như nhà bếp, phòng khách và nhà tắm cũng như công việc nhà. Mục đích của chương trình để cho thấy cuộc sống, rắc rối, và niềm vui của 11 nghệ sĩ nổi tiếng khác nhau, mối quan hệ và có thể là thù hận cùng sống chung trong một mái nhà. Roommate thay thế cho K-pop Star 3 và bắt đầu phát sóng vào 4 tháng 5 năm 2014.

### Running Man

Logo của Running Man

- Diễn viên: Yoo Jae-suk, Kang Gary, Haha, Jee Seok-jin, Kim Jong-kook, Lee Kwang-soo, Song Ji-hyo, Jeon So-min, Yang Se-chan[3][4]

Running Man (Hangul: 런닝맨), phát sóng lần đầu vào 11 tháng 7 năm 2010, hiện đang là chương trình phát sóng dài nhất trong Good Sunday vượt qua X-man vào 3 tháng 2 năm 2013 với 131 tập. Nó thu hút sự chú ý như sự trở lại chương trình của Yoo Jae-suk sau khi rời khỏi Family Outing của Good Sunday vào tháng 2 năm 2010. Chương trình này như một chương trình thực tế-trò chơi, nơi mà các MC và khách mời hoàn thành nhiệm vụ trong một khuôn viên để giành chiến thắng.

## Phân khúc trước

### K-pop Star 3
- Diễn viên: Jun Hyun-moo, Park Jin-young, Yang Hyun-suk, You Hee-yeol[7]

Survival Audition K-pop Star 3 (Hangul: 서바이벌 오디션 K팝스타 3) là mùa thứ ba của chương trình thử giọng K-pop Star, với sự trở lại của giám khảo Park Jin-young và Yang Hyun-suk, và giám khảo mới You Hee-yeol. Chương trình trở lại với mùa mới vào 24 tháng 11 năm 2013, thay thế Những người bạn chân đất.

### Những người bạn chân đất

Logo của Những người bạn chân đất

- Phát sóng: 21 tháng 4 – 17 tháng 11 năm 2013
- Diễn viên: Kang Ho-dong, Yoon Jong-shin, Kim Bum-soo, Kim Hyun-joong, Yoon Shi Yoon, Eunhyuk, Uee[9]

Những người bạn chân đất (Hangul: 맨발의 친구들) là chương trình thực tế có sự góp mặt của Kang Ho-dong, người đã trở lại Good Sunday sau khi rời khỏi X-Man vào tháng 4 năm 2007. Các thành viên du lịch sang nước ngoài để trải nghiệm "hạnh phúc thực" với người địa phương. Chương trình được phát sóng vào 21 tháng 4 năm 2013, thay thế cho K-pop Star 2.

### K-pop Star 2
- Phát sóng: 18 tháng 11 năm 2012 – 14 tháng 4 năm 2013
- Diễn viên: Yoon Do-hyun, Boom, BoA, Park Jin-young, Yang Hyun-suk[11]

Survival Audition K-pop Star 2 (Hangul: 서바이벌 오디션 K팝스타 2) là mùa thứ hai của chương trình thử giọng K-pop Star, với các giám khảo, BoA, Park Jin-young, và Yang Hyun-suk. Chương trình trở lại với mùa mới vào 18 tháng 11 năm 2012, thay thế cho Law of the Jungle 2. Chương trình được làm mới với mùa thứ ba với cùng giám khảo, lịch phát sóng vào tháng 10 năm 2013 với khung giờ mới.

### Law of the Jungle 2 của Kim Byung-man
- Phát sóng: 6 tháng 5 – 11 tháng 11 năm 2012 (trong Good Sunday)
- Diễn viên: Kim Byung-man, Jeon Hye-bin, Jung Jin-woon (2AM), Noh Woo-jin, Park Jung-chul, Ricky Kim, Ryu Dam[14]

Law of the Jungle 2 của Kim Byung-man (Hangul: 김병만의 정글의 법칙 시즌2) là chương trình tài liệu thực tế của danh hài Kim Byung-man và bộ tộc để khám phá và sống sót trong tự nhiên. Với địa điểm như Vanuatu, Siberia ở Nga, và Madagascar. Đây là mùa thứ hai của chương trình Law of the Jungle của Kim Byung-man, nó đạt thành công trong xếp hạng vào tối thứ sáu trong suốt nửa năm 2011. Chương trình bắt đầu phát sóng vào 6 tháng 5 năm 2012, thay thế cho K-pop Star., nhưng tập cuối được phát sóng vào thứ sáu lúc 10:00 tối, nhường chỗ cho K-pop Star 2, nới mà mùa kế tiếp sẽ phát sóng vào khung giờ này.

### K-pop Star

Logo của K-pop Star

- Phát sóng: 4 tháng 12 năm 2011 – 29 tháng 4 năm 2012
- Diễn viên: Yoon Do-hyun, Boom, BoA, Park Jin-young, Yang Hyun-suk[16]

Survival Audition K-pop Star (Hangul: 서바이벌 오디션 K팝스타) là chương trình thử giọng gồm "Bộ 3" công ty giải trí (SM, YG, và JYP). Mọi người trên thế giới có thể thử giọng để trở thành "K-pop Star" kế tiếp, những người sẽ được đánh giá bởi một đại diện của mỗi công ty (BoA, Park Jin-young, và Yang Hyun-suk). Người chiến thắng sẽ chọn công ty mà mình muốn ký hợp đồng, và một giải thưởng bao gồm ba trăm triệu won. Mùa thứ nhất được phát sóng vào 4 tháng 12 năm 2011, thay thế cho BIGsTORY. Chương trình được làm mới với mùa thứ hai cùng giám khảo và nâng cấp định dạng, và được phát sóng từ tháng 12 năm 2012 đến tháng 4 năm 2013.

### BIGsTORY
- Phát sóng: 28 tháng 8 – 27 tháng 11 năm 2011
- Diễn viên: Shin Dong-yup, Lee Soo-kyung, Shin Bong-sun, Lee Kyu-han, Sean Lee[19]

Diet Survival BIGsTORY (Hangul: 다이어트 서바이벌 빅토리) là chương trình sống còn với "Vua giảm cân", Sean Lee. Hai mươi người béo phì sẽ đi thông qua đào tạo và chế độ ăn mãnh liệt để "thay đổi vóc dáng, thay đổi tương lai". Người chiến thắng sẽ nhận một trăm triệu won, một xe hơi, và nhiều giải thưởng khác. Tiêu đề "BIGsTORY" phát âm giống "chiến thắng" trong tiếng Hàn, nghĩa là "câu chuyện" "lớn" những người này đến từ và sẽ làm, và sẽ "chiến thắng" họ sẽ đạt được. Chương trình phát sóng vào 28 tháng 8 năm 2011, thay thế cho Kiss & Cry của Kim Yu-na.

### Kiss & Cry của Kim Yu-na
- Phát sóng: 22 tháng 5 năm 2011 – 21 tháng 8 năm 2011
- Diễn viên: Kim Yu-na, Shin Dong-yup, IU, Jin Ji-hee, Kim Byung-man, Krystal, Lee Ah-hyun, Lee Kyu-hyuk, Park Jun-geum, Seo Ji-suk, Son Dam-bi, U-Know Yun-ho[21]

Kiss & Cry Kim Yu-na  (Hangul: 김연아의 키스 앤 크라이) là một chương trình của nữ hoàng trượt băng, Kim Yu-na. Mười ngôi sao và mười người trượt băng chuyên nghiệp sẽ tạo thành đôi và thử thách lẫn nhau trong trượt băng để trở thành đội chiến thắng, người sẽ trình diễn với Kim Yu-na tại chương trình trượt băng đặc biệt vào tháng 8. Chương trình phát sóng vào 22 tháng 5 năm 2011, thay thế cho Heroes. Chương trình phát sóng trở lại cho mùa thứ hai vào tháng 4 năm 2012 vào khung giờ khác, nhưng bị trùy hoãn do lịch làm việc bận rộn của Kim Yu-na.

### Heroes
- Phát sóng: 18 tháng 7 năm 2010 – 1 tháng 5 năm 2011
- Diễn viên: No Hongchul, Lee Hwi-jae, Noh Sa-yeon, Ji-yeon (T-ara), Seo In-young, Kahi, Hong Su-ah, Lee Jin, Shin Bong-sun, IU, Yoo In-na, Nicole Jung (Kara), Narsha (Brown Eyed Girls), Jung Ga-eun[24][25]

Heroes (Hangul: 영웅호걸; Hanja: 英雄豪傑) là chương trình thực tế của một nhóm ngôi sao nữ được phát sóng vào 18 tháng 7 năm 2010, thay thế cho Gold Miss is Coming. Nó được xếp loại vào "chương trình phổ biến nhất", nơi mà các nghệ sĩ nữ tìm ra vị trí của mình trong lòng cư dân thành phố. Chương trình kết thúc vào 1 tháng 5 năm 2011 cho đánh giá thấp và thay thế bởi Kiss & Cry.

### Family Outing 2
- Phát sóng: 21 tháng 2 năm 2010 – 11 tháng 7 năm 2010
- Diễn viên: Kim Won-hee, Yoon Sang-hyun, Ji Sang-ryul, Shin Bong-sun, Yoona, Taecyeon, Jo Kwon, Kim Hee-chul, Jang Dong-min[26]

Family Outing Season 2 (Hangul: 패밀리가 떴다 2) (hay Family's Here 2) là mùa thứ hai của Family Outing. Nó thay đổi ý tưởng, diễn viên, và đội ngũ sản xuất, nhưng kết thúc do đánh giá thấp.

### Gold Miss is Coming
- Phát sóng: 12 tháng 10 năm 2008 – 6 tháng 6 năm 2010
- Diễn viên: No Hongchul, Yang Jung-ah, Lee In-hae, Song Eun-ee, Park So-hyun, Shin Bong-sun, Hyun Young, Seo Yu-jung[27]

Gold Miss is Coming (Hangul: 골드미스가 간다) (được biết đến như Gold Miss Diaries là chương trình thực tế nơi mà 6 "Quý cô vàng" có nhiệm vụ tìm ra chồng của mình. Họ sẽ sống với nhau trong vòng 2 ngày trong "Ngôi nhà vàng" và thông qua trò chơi, người nào chiến thắng sẽ có cơ hội hẹn hò với một người.

### Family Outing

Logo của Family Outing

- Phát sóng: 15 tháng 6 năm 2008 – 14 tháng 2 năm 2010
- Diễn viên: Yoo Jae-suk, Lee Hyori, Yoon Jong-shin, Kim Soo-ro, Kang Dae-sung, Kim Jong Kook, Park Si-yeon, Park Hae-jin, Park Ye-jin, Lee Chun-hee

Family Outing (Hangul: 패밀리가 떴다) (hay Family's Here) lần đầu tiên phát sóng vào 15 tháng 6 năm 2008. Mùa thứ hai được bắt đầu vào 21 tháng 2 năm 2010. Family Outing là chương trình thực tế, nơi mà "Gia đình," bao gồm các ngôi sao giải trí Hàn Quốc. Đi đến nhà những người già nẳm ở ngoại ô Hàn Quốc và trông nhà trong khi gia đình người già có một kỳ nghĩ. Trong suốt thời gian ở đó, "gia đình" hoàn thành những nhiệm vụ mà người già để lại. Trong suốt nhiệm vụ, gia đình sẽ chơi trò chơi liên quan đến môi trường xung quanh. Họ sẽ phải nấu buổi ăn tối và sáng cho chính họ trong suốt thời gian ở đó. Trò chơi "Bình chọn" sẽ được chơi trước khi họ đi ngủ, để sắp xếp chỗ ngủ. Vào ngày cuối cùng, gia đình người già trở về nhà và gặp gỡ gia đình và họ sẽ đi đến địa điểm kế tiếp.

### Change
- Phát sóng: 17 tháng 2 năm 2008 – 15 tháng 10 năm 2008
- Diễn viên: Shin Dong-yup, Shin Bong-sun, Kang-in, No Hongchul

Change (Hangul: 체인지) là chương trình nơi mà nghệ sĩ thay đổi "gương mặt mới", và sống qua ngày như một người khác.

### Find Mr. Kim
- Phát sóng: 10 tháng 2 năm 2008 – 24 tháng 2 năm 2008
- Diễn viên: Seo Kyung-suk, Yoon Jung-su, Kim Sung-su, Moon Hee-jun, Alex, Charles

Find Mr. Kim (Hangul: 김서방을 찾아라) là một chương trình về việc cung cấp các gói cho người dân trên toàn thế giới.

### Meet the In-Laws
- Phát sóng: 11 tháng 11 năm 2007 – 20 tháng 7 năm 2008
- Diễn viên: Nam Hee-seok, Han Young

Meet the In-Laws (Hangul: 사돈 처음 뵙겠습니다) là chương trình nói về cô dâu nước ngoài gặp gỡ họ hàng và thành viên gia đình chồng lần đầu tiên.

### Mission Impossible
- Phát sóng: 11 tháng 11 năm 2007 – 8 tháng 6 năm 2008
- Diễn viên: Yoo Jae-suk, Shin Jung-hwan, Yoon Jong-shin

Mission Impossible (Hangul: 기적의 승부사/기승史) (còn được biết đến như Miraculous Victory and Defeat) là chương trình chia thành hai đội, một đội là nghệ sĩ và một đội là phát thanh viên, hoàn thành 10 nhiệm vụ để chiến thắng. Do đánh giá thấp, nó được đổi thành "기승史", một chương trình trang phục lịch sử, với ý tưởng của hai đội cạnh tranh cho vui.

### Explorers of the Human Body
- Phát sóng: 11 tháng 11 năm 2007 – 3 tháng 2 năm 2008
- Diễn viên: Shin Dong-yup, Super Junior

Explorers of the Human Body (Hangul: 인체탐험대) gồm có Super Junior, họ sẽ khám phá bộ phận cơ thể con người. Do lịch bận rộn của Super Junior, chương trình đã bị hủy sau khi lên kế hoạch phát sóng mùa thứ hai. Explorers of the Human Body là một trong những chương trình có lượng đánh giá cao nhất xuất hiện trong chuỗi nội dung hài hước và giáo dục.

### Good Sunday Old TV
- Phát sóng: 17 tháng 6 năm 2007 – 4 tháng 11 năm 2007
- Diễn viên: Yoo Jae-suk, Shin Jung-hwan, Yoon Jong-shin, Haha, Han Young, Kim Ju-hee

Old TV (Hangul: 일요일이 좋다 옛날 TV) gồm những nhân vật nổi tiếng từ quá khứ và cho thấy cách họ quay trở lại truyền hình như thế nào.

### Good Sunday Haja! Go
- Phát sóng: 15 tháng 4 năm 2007 – 10 tháng 6 năm 2007
- Diễn viên: Yoo Jae-suk, Park Myung-su, Shin Jung-hwan, Haha

Haja! GO (Hangul: 일요일이 좋다 하자!GO) (hay Do It! GO) gồm những khách mời đến chơi trò chơi.) Tự gọi là chương trình hài hước đầu tiên, chương trình đã bị cáo buộc giống chương trình trên Fuji TV và đã bị hủy.

### New X-man Good Sunday

Logo of New X-man

- Phát sóng: 5 tháng 11 năm 2006 – 8 tháng 4 năm 2007
- Diễn viên: Yoo Jae-suk, Kang Ho-dong, Lee Hyuk-jae

New X-man (Hangul: X맨 일요일이 좋다) là một phiên bản cải tiến của X-man, nơi mà X-man được quyết định bởi một cuộc khảo sát những người nổi tiếng khác về một chủ đề nhất định, đội cuối cùng với X-man sẽ thua. Chương trình này là một trong những chương trình ngắn phát sóng một mình thời lượng 70 phút Good Sunday.

### Bungee Song King/S-MATCH
- Phát sóng: 27 tháng 8 năm 2006 – 29 tháng 10 năm 2006
- Diễn viên: Tak Jae-hoon, Park Su-hong, Yoon Jung-su

Bungee Song King và S-MATCH(Hangul: 번지 노래왕/에스-메치) là hai chương trình đặc biệt.

### Roundly Roundly
- Phát sóng: 30 tháng 4 năm 2006 – 13 tháng 8 năm 2006
- Diễn viên: Tak Jae-hoon, Park Su-hong, Yoon Jung-su, Im Hyung-jun

Roundly Roundly (Hangul: 둥글게 둥글게) là chương trình nơi mà người dẫn chương trình và các khách mời cần suy nghĩ như một đứa trẻ và để hiểu chúng hơn.

### X-man

Logo của X-man

- Phát sóng: 10 tháng 10 năm 2004 – 29 tháng 10 năm 2006 (trong Good Sunday)
- Diễn viên: Yoo Jae-suk, Kang Ho-dong, Lee Hyuk-jae

X-man (Hangul: X맨) là một trong những chương trình thực tế nổi tiếng nhất Hàn Quốc. Các nghệ sĩ nổi tiếng sẽ lập thành hai đội và đấu với nhau. Mục tiêu chính là tìm ra X-man; chọn ngẫu nhiên ra một người nổi tiếng mà người đó cố tình phá hoại đội của mình để chiến thắng.

### Reverse Drama
- Phát sóng: 8 tháng 8 năm 2004 – 23 tháng 4 năm 2006
- Diễn viên: Various Celebrities

Reverse Drama (Hangul: 대결! 반전드라마/반전극장) (còn được biết đến như Banjun Drama) là hai bộ phim truyền hình ngắn đã "đảo ngược" kết thúc. Một kết thúc bất ngờ và không như mong đợi của người xem. 

### Yoo Jae-suk và Fullness of the Heart
- Phát sóng: ngày 30 tháng 5 năm 2004 - ngày 19 tháng 9 năm 2004
- Diễn viên: Yoo Jae-suk, Shin Jung-hwan, Ji Sang-ryul, Nam Chang-hee, Kim Chong-suk

Yoo Jae-suk and Fullness of the Heart (Hangul: 유재석과 감개무량) là người tiền nhiệm của Infinite Challenge.

### Medical Non-Fiction! Last Warning
- Phát sóng: 30 tháng 5 năm 2004 – 1 tháng 8 năm 2004
- Diễn viên: Kang Ho-dong, Lee Hwi-jae

Medical Non-Fiction! Last Warning (Korean: 메디컬 논픽션! 최종경고) là một chương trình thông tin mà những người nổi tiếng sẽ diễn lại các triệu chứng để thông báo cho người xem bệnh.

### Star Olympiad
- Phát sóng: 2 tháng 5 năm 2004 – 23 tháng 5 năm 2004
- Diễn viên: Kang Ho-dong, Lee Hwi-jae

Star Olympiad (Hangul: 스타 올림피아드) là chương trình nơi mà các đội của những người nổi tiếng sẽ hoàn thành nhiệm vụ.

### Healthy Men and Women
- Phát sóng: 28 tháng 3 năm 2004 – 25 tháng 4 năm 2004
- Diễn viên: Kang Ho-dong, Lee Hwi-jae, Shin Jung-hwan, Yoo Jae-suk

Healthy Men and Women (Hangul: 건강남녀) được phân loại như "chương trình về tình yêu", nơi mà các MC và khách mời sẽ phải đấu tranh cho tình yêu của mỗi người thông qua hành động hài hước.

### Waving the Korean Flag
- Phát sóng: 28 tháng 3 năm 2004 – 23 tháng 5 năm 2004
- Diễn viên: Yoo Jae-suk, Ji Sang-ryul

Waving the Korean Flag (Hangul: 태극기 휘날리며) là chương trình nói về vận động viên nổi tiếng ở Hàn Quốc.

### Shin Dong-yeop's Love's Commissioned Mother
- Phát sóng: 28 tháng 3 năm 2004 – 3 tháng 10 năm 2004
- Diễn viên: Shin Dong-yup

Shin Dong-yeop's Love's Commissioned Mother (Hangul: 신동엽의 사랑의 위탁모) là chương trình nơi mà các nữ nghệ sĩ sẽ phải thông qua việc nuôi dạy trẻ em trong một tuần. Nó là người tiền nhiệm của Our Children Have Changed.

## Đánh giá

### 2004
- Tất cả đánh giá là bởi AGB Nielsen Media Research trừ khi có ghi chú khác. Đánh giá với (*) cung cấp bởi TNS Media Korea (TNmS tính đến 27 tháng 1 năm 2010) nơi mà AGB không có sẵn.

| Tập #                                                                       | Ngày phát sóng                                                              | AGB Ratings                                                                 |
| Tập #                                                                       | Ngày phát sóng                                                              | Toàn quốc                                                                   |
| Love's Commissioned Mother + Waving the Korean Flag + Healthy Men and Women | Love's Commissioned Mother + Waving the Korean Flag + Healthy Men and Women | Love's Commissioned Mother + Waving the Korean Flag + Healthy Men and Women |
| --------------------------------------------------------------------------- | --------------------------------------------------------------------------- | --------------------------------------------------------------------------- |
| 1                                                                           | 28 tháng 3 năm 2004                                                         | *8.8%                                                                       |
| 2                                                                           | 4 tháng 4 năm 2004                                                          | -                                                                           |
| 3                                                                           | 11 tháng 4 năm 2004                                                         | *7.9%                                                                       |
| 4                                                                           | 18 tháng 4 năm 2004                                                         | -                                                                           |
| 5                                                                           | 25 tháng 4 năm 2004                                                         | -                                                                           |
| Love's Commissioned Mother + Waving the Korean Flag + Star Olympiad         |                                                                             |                                                                             |
| 6                                                                           | 2 tháng 5 năm 2004                                                          | -                                                                           |
| 7                                                                           | 9 tháng 5 năm 2004                                                          | -                                                                           |
| 8                                                                           | 16 tháng 5 năm 2004                                                         | -                                                                           |
| 9                                                                           | 23 tháng 5 năm 2004                                                         | -                                                                           |
| Love's Commissioned Mother + Fullness of the Heart + Last Warning           |                                                                             |                                                                             |
| 10                                                                          | 30 tháng 5 năm 2004                                                         | *7.3%                                                                       |
| 11                                                                          | 6 tháng 6 năm 2004                                                          | -                                                                           |
| 12                                                                          | 13 tháng 6 năm 2004                                                         | -                                                                           |
| 13                                                                          | June 20 tháng 6 năm 2004                                                    | -                                                                           |
| 14                                                                          | 27 tháng 6 năm 2004                                                         | -                                                                           |
| 15                                                                          | 4 tháng 7 năm 2004                                                          | -                                                                           |
| 16                                                                          | 11 tháng 7 năm 2004                                                         | -                                                                           |
| 16                                                                          | 18 tháng 7 năm 2004                                                         | -                                                                           |
| 17                                                                          | 25 tháng 7 năm 2004                                                         | -                                                                           |
| 18                                                                          | 1 tháng 8 năm 2004                                                          | -                                                                           |
| Love's Commissioned Mother + Fullness of the Heart + Reverse Drama          |                                                                             |                                                                             |
| 19                                                                          | 8 tháng 8 năm 2004                                                          | *18.1%                                                                      |
| 20                                                                          | 15 tháng 8 năm 2004                                                         | -                                                                           |
| 21                                                                          | 22 tháng 8 năm 2004                                                         | 16.2%                                                                       |
| 22                                                                          | 29 tháng 8 năm 2004                                                         | 12.1%                                                                       |
| 23                                                                          | 5 tháng 9 năm 2004                                                          | -                                                                           |
| 24                                                                          | 12 tháng 9 năm 2004                                                         | -                                                                           |
| 25                                                                          | 19 tháng 9 năm 2004                                                         | -                                                                           |
| 26                                                                          | 26 tháng 9 năm 2004                                                         | -                                                                           |
| 27                                                                          | 3 tháng 10 năm 2004                                                         | -                                                                           |
| X-Man + Reverse Drama                                                       |                                                                             |                                                                             |
| 28                                                                          | 10 tháng 10 năm 2004                                                        | *14.1%                                                                      |
| 29                                                                          | 17 tháng 10 năm 2004                                                        | *17.1%                                                                      |
| 30                                                                          | 24 tháng 10 năm 2004                                                        | *18.1%                                                                      |
| 31                                                                          | 31 tháng 10 năm 2004                                                        | 18.4%                                                                       |
| 32                                                                          | 7 tháng 11 năm 2004                                                         | 19.5%                                                                       |
| 33                                                                          | 14 tháng 11 năm 2004                                                        | 19.1%                                                                       |
| 34                                                                          | 21 tháng 11 năm 2004                                                        | 18.9%                                                                       |
| 35                                                                          | 28 tháng 11 năm 2004                                                        | 18.8%                                                                       |
| 36                                                                          | 5 tháng 12 năm 2004                                                         | 23.3%                                                                       |
| 37                                                                          | 12 tháng 12 năm 2004                                                        | 22.1%                                                                       |
| 38                                                                          | 19 tháng 12 năm 2004                                                        | 23.9%                                                                       |
| 39                                                                          | 26 tháng 12 năm 2004                                                        | 22.3%                                                                       |

### 2005
- Tất cả đánh giá là bởi AGB Nielsen Media Research trừ khi có ghi chú khác. Đánh giá với (*) cung cấp bởi TNS Media Korea (TNmS tính đến 27 tháng 1 năm 2010) nơi mà AGB không có sẵn.

| Tập #                 | Ngày phát sóng        | AGB Ratings           | AGB Ratings           |
| Tập #                 | Ngày phát sóng        | Toàn quốc             | Vùng thủ đô Seoul     |
| X-Man + Reverse Drama | X-Man + Reverse Drama | X-Man + Reverse Drama | X-Man + Reverse Drama |
| --------------------- | --------------------- | --------------------- | --------------------- |
| 40                    | 2 tháng 1 năm 2005    | 19.7%                 | -                     |
| 41                    | 9 tháng 1 năm 2005    | 19.3%                 | -                     |
| 42                    | 16 tháng 1 năm 2005   | 19.3%                 | -                     |
| 43                    | 23 tháng 1 năm 2005   | 21.0%                 | -                     |
| 44                    | 30 tháng 1 năm 2005   | 22.1%                 | -                     |
| 45                    | 6 tháng 2 năm 2005    | 21.5%                 | -                     |
| 46                    | 13 tháng 2 năm 2005   | 20.3%                 | -                     |
| 47                    | 20 tháng 2 năm 2005   | 19.0%                 | -                     |
| 48                    | 27 tháng 2 năm 2005   | 19.7%                 | -                     |
| 49                    | 6 tháng 3 năm 2005    | 20.2%                 | -                     |
| 50                    | 13 tháng 3 năm 2005   | 19.8%                 | -                     |
| 51                    | 20 tháng 3 năm 2005   | 17.8%                 | 18.0%                 |
| 52                    | 27 tháng 3 năm 2005   | 19.5%                 | 19.5%                 |
| 53                    | 3 tháng 4 năm 2005    | 18.3%                 | 18.6%                 |
| 54                    | 10 tháng 4 năm 2005   | *18.1%                | 17.8%                 |
| 55                    | 17 tháng 4 năm 2005   | 17.8%                 | 18.4%                 |
| 56                    | 24 tháng 4 năm 2005   | 18.6%                 | 19.7%                 |
| 57                    | 1 tháng 5 năm 2005    | 16.4%                 | 17.4%                 |
| 58                    | 8 tháng 5 năm 2005    | 14.4%                 | 14.5%                 |
| 59                    | 15 tháng 5 năm 2005   | 15.2%                 | 15.3%                 |
| 60                    | 22 tháng 5 năm 2005   | 18.2%                 | 20.0%                 |
| 61                    | 29 tháng 5 năm 2005   | 16.3%                 | 16.6%                 |
| 62                    | 5 tháng 6 năm 2005    | 13.6%                 | 14.1%                 |
| 63                    | 12 tháng 6 năm 2005   | 15.3%                 | 16.5%                 |
| 64                    | 19 tháng 6 năm 2005   | 16.5%                 | 17.5%                 |
| 65                    | 26 tháng 6 năm 2005   | 17.5%                 | 18.1%                 |
| 66                    | 3 tháng 7 năm 2005    | 18.4%                 | 19.3%                 |
| 67                    | 10 tháng 7 năm 2005   | 14.7%                 | 14.9%                 |
| 68                    | 17 tháng 7 năm 2005   | 17.5%                 | 18.3%                 |
| 69                    | 24 tháng 7 năm 2005   | 20.5%                 | 21.3%                 |
| 70                    | 31 tháng 7 năm 2005   | 13.6%                 | 14.3%                 |
| 71                    | 7 tháng 8 năm 2005    | 18.8%                 | 19.7%                 |
| 72                    | 14 tháng 8 năm 2005   | 14.8%                 | 15.4%                 |
| 73                    | 21 tháng 8 năm 2005   | 16.5%                 | 16.9%                 |
| 74                    | 28 tháng 8 năm 2005   | 17.8%                 | 18.6%                 |
| 75                    | 4 tháng 9 năm 2005    | 18.9%                 | 20.0%                 |
| 76                    | 11 tháng 9 năm 2005   | 18.6%                 | 19.1%                 |
| 77                    | 18 tháng 9 năm 2005   | 12.7%                 | 13.1%                 |
| 78                    | 25 tháng 9 năm 2005   | 17.6%                 | 18.8%                 |
| 79                    | 2 tháng 10 năm 2005   | 19.6%                 | 20.2%                 |
| 80                    | 9 tháng 10 năm 2005   | 19.9%                 | 20.9%                 |
| 81                    | 16 tháng 10 năm 2005  | 16.4%                 | 17.2%                 |
| 82                    | 23 tháng 10 năm 2005  | 18.7%                 | 19.3%                 |
| 83                    | 30 tháng 10 năm 2005  | 17.9%                 | 18.7%                 |
| 84                    | 6 tháng 11 năm 2005   | 15.7%                 | 16.1%                 |
| 85                    | 13 tháng 11 năm 2005  | 15.3%                 | 16.2%                 |
| 86                    | 20 tháng 11 năm 2005  | 16.1%                 | 16.8%                 |
| 87                    | 27 tháng 11 năm 2005  | 16.2%                 | 17.3%                 |
| 88                    | 4 tháng 12 năm 2005   | 19.1%                 | 20.4%                 |
| 89                    | 11 tháng 12 năm 2005  | 17.5%                 | 18.4%                 |
| 90                    | 18 tháng 12 năm 2005  | 17.1%                 | 18.3%                 |
| 91                    | 25 tháng 12 năm 2005  | 17.1%                 | 18.6%                 |

### 2006
- Tất cả đánh giá là bởi AGB Nielsen Media Research trừ khi có ghi chú khác. Đánh giá với (*) cung cấp bởi TNS Media Korea (TNmS tính đến 27 tháng 1 năm 2010) nơi mà AGB không có sẵn.

| Tập #                       | Ngày phát sóng            | AGB Ratings           | AGB Ratings           |
| Tập #                       | Ngày phát sóng            | Toàn quốc             | Vùng thủ đô Seoul     |
| X-Man + Reverse Drama       | X-Man + Reverse Drama     | X-Man + Reverse Drama | X-Man + Reverse Drama |
| --------------------------- | ------------------------- | --------------------- | --------------------- |
| 92                          | 1 tháng 1 năm 2006        | 17.1%                 | 18.5%                 |
| 93                          | 8 tháng 1 năm 2006        | 16.9%                 | 18.8%                 |
| 94                          | 15 tháng 1 năm 2006       | 15.9%                 | 17.3%                 |
| 95                          | 22 tháng 1 năm 2006       | 15.2%                 | 16.9%                 |
| 96                          | 29 tháng 1 năm 2006       | 9.4%                  | 10.9%                 |
| 97                          | 5 tháng 2 năm 2006        | 15.0%                 | 16.5%                 |
| 98                          | 12 tháng 2 năm 2006       | 14.9%                 | 16.9%                 |
| 99                          | 19 tháng 2 năm 2006       | 12.4%                 | 13.2%                 |
| 100                         | 26 tháng 2 năm 2006       | 13.5%                 | 15.1%                 |
| 101                         | 5 tháng 3 năm 2006        | 13.8%                 | 15.4%                 |
| 102                         | 12 tháng 3 năm 2006       | 13.8%                 | 15.7%                 |
| 103                         | 19 tháng 3 năm 2006       | 12.7%                 | 13.7%                 |
| 104                         | 26 tháng 3 năm 2006       | 10.9%                 | 12.3%                 |
| 105                         | 2 tháng 4 năm 2006        | 11.3%                 | 13.3%                 |
| 106                         | 9 tháng 4 năm 2006        | 11.1%                 | 12.6%                 |
| 107                         | 16 tháng 4 năm 2006       | 9.9%                  | 10.6%                 |
| 108                         | 23 tháng 4 năm 2006       | 11.3%                 | 12.3%                 |
| X-Man + Roundly Roundly     |                           |                       |                       |
| 109                         | 30 tháng 4 năm 2006       | 9.5%                  | 10.2%                 |
| 110                         | 7 tháng 5 năm 2006        | 10.0%                 | 10.8%                 |
| 111                         | 14 tháng 5 năm 2006       | 9.1%                  | 10.1%                 |
| 112                         | 21 tháng 5 năm 2006       | 12.0%                 | 13.0%                 |
| 113                         | 28 tháng 5 năm 2006       | 10.8%                 | 11.9%                 |
| 114                         | 4 tháng 6 năm 2006        | 11.5%                 | 13.0%                 |
| 115                         | 11 tháng 6 năm 2006       | 10.8%                 | 12.2%                 |
| 116                         | 18 tháng 6 năm 2006       | 10.5%                 | 11.9%                 |
| 117                         | 25 tháng 6 năm 2006       | *10.7%                | 9.6%                  |
| 118                         | 2 tháng 7 năm 2006        | 11.6%                 | 11.9%                 |
| 119                         | 9 tháng 7 năm 2006        | 11.9%                 | 12.3%                 |
| 120                         | 16 tháng 7 năm 2006       | 13.1%                 | 13.4%                 |
| 121                         | 23 tháng 7 năm 2006       | 10.7%                 | 10.5%                 |
| 122                         | 30 tháng 7 năm 2006       | *9.4%                 | <(9.0%)               |
| 123                         | 6 tháng 8 năm 2006        | *10.0%                | <(9.7%)               |
| 124                         | 13 tháng 8 năm 2006       | <(8.8%)               | <(9.1%)               |
| X-Man + Bungee King/S-MATCH |                           |                       |                       |
| 125                         | 27 tháng 8 năm 2006       | *11.2%                | 10.9%                 |
| 126                         | 3 tháng 9 năm 2006        | *10.1%                | <(9.8%)               |
| 127                         | 10 tháng 9 năm 2006       | *12.5%                | <(10.0%)              |
| 128                         | 17 tháng 9 năm 2006       | 11.2%                 | 12.1%                 |
| 129                         | 24 tháng 9 năm 2006       | 10.7%                 | 11.8%                 |
| 130                         | 1 tháng 10 năm 2006       | 11.4%                 | 12.5%                 |
| 131                         | 8 tháng 10 năm 2006       | 11.7%                 | 12.9%                 |
| 132                         | 15 tháng 10 năm 2006      | 10.0%                 | 10.4%                 |
| 133                         | ngày 22 tháng 10 năm 2006 | 10.6%                 | 10.8%                 |
| 134                         | 29 tháng 10 năm 2006      | *11.4%                | 10.0%                 |
| New X-Man Good Sunday       |                           |                       |                       |
| 135                         | 5 tháng 11 năm 2006       | 12.5%                 | 12.7%                 |
| 136                         | 12 tháng 11 năm 2006      | 11.3%                 | 12.6%                 |
| 137                         | 19 tháng 11 năm 2006      | 14.9%                 | 16.4%                 |
| 138                         | 26 tháng 11 năm 2006      | 13.0%                 | 13.7%                 |
| 139                         | 3 tháng 12 năm 2006       | 13.4%                 | 15.2%                 |
| 140                         | 10 tháng 12 năm 2006      | 13.8%                 | 15.0%                 |
| 141                         | 17 tháng 12 năm 2006      | 15.2%                 | 16.8%                 |
| 142                         | 24 tháng 12 năm 2006      | 10.8%                 | 11.8%                 |
| 143                         | 31 tháng 12 năm 2006      | 10.3%                 | 11.6%                 |

### 2007
- Tất cả đánh giá là bởi AGB Nielsen Media Research trừ khi có ghi chú khác. Đánh giá với (*) cung cấp bởi TNS Media Korea (TNmS tính đến 27 tháng 1 năm 2010) nơi mà AGB không có sẵn.

| Tập #                                                               | Ngày phát sóng        | AGB Ratings           | AGB Ratings           |
| Tập #                                                               | Ngày phát sóng        | Toàn quốc             | Vùng thủ đô Seoul     |
| New X-Man Good Sunday                                               | New X-Man Good Sunday | New X-Man Good Sunday | New X-Man Good Sunday |
| ------------------------------------------------------------------- | --------------------- | --------------------- | --------------------- |
| 144                                                                 | 7 tháng 1 năm 2007    | 12.1%                 | 13.1%                 |
| 145                                                                 | 14 tháng 1 năm 2007   | 11.9%                 | 12.9%                 |
| 146                                                                 | 21 tháng 1 năm 2007   | 11.9%                 | 12.9%                 |
| 147                                                                 | 28 tháng 1 năm 2007   | <(11.4%)              | 11.7%                 |
| 148                                                                 | 4 tháng 2 năm 2007    | *11.8%                | 11.9%                 |
| 149                                                                 | 11 tháng 2 năm 2007   | 12.8%                 | 13.2%                 |
| 150                                                                 | 18 tháng 2 năm 2007   | 8.6%                  | 8.8%                  |
| 151                                                                 | 25 tháng 2 năm 2007   | <(10.4%)              | <(11.1%)              |
| 152                                                                 | 4 tháng 3 năm 2007    | <(11.1%)              | 10.6%                 |
| 153                                                                 | 11 tháng 3 năm 2007   | *12.7%                | <(10.8%)              |
| 154                                                                 | 18 tháng 3 năm 2007   | 10.4%                 | 11.3%                 |
| 155                                                                 | 25 tháng 3 năm 2007   | <(10.5%)              | <(11.3%)              |
| 156                                                                 | 1 tháng 4 năm 2007    | 9.1%                  | <(10.9%)              |
| 157                                                                 | 8 tháng 4 năm 2007    | 6.5%                  | <(10.1%)              |
| Good Sunday Haja! GO                                                |                       |                       |                       |
| 158                                                                 | 15 tháng 4 năm 2007   | 6.4%                  | <(10.0%)              |
| 159                                                                 | 22 tháng 4 năm 2007   | 6.1%                  | <(9.4%)               |
| 160                                                                 | 29 tháng 4 năm 2007   | <(9.1%)               | <(9.8%)               |
| 161                                                                 | 6 tháng 5 năm 2007    | *6.1%                 | <(9.3%)               |
| 162                                                                 | 13 tháng 5 năm 2007   | *6.1%                 | <(9.7%)               |
| 163                                                                 | 20 tháng 5 năm 2007   | <(9.5%)               | <(9.7%)               |
| 164                                                                 | 27 tháng 5 năm 2007   | *6.1%                 | <(10.0%)              |
| 165                                                                 | 3 tháng 6 năm 2007    | <(10.0%)              | <(10.3%)              |
| 166                                                                 | 10 tháng 6 năm 2007   | *7.9%                 | <(10.3%)              |
| Good Sunday Old TV                                                  |                       |                       |                       |
| 167                                                                 | 17 tháng 6 năm 2007   | 7.3%                  | <(10.4%)              |
| 168                                                                 | 24 tháng 6 năm 2007   | 8.2%                  | <(11.1%)              |
| 169                                                                 | 1 tháng 7 năm 2007    | *5.8%                 | <(11.6%)              |
| 170                                                                 | 8 tháng 7 năm 2007    | <(10.0%)              | <(10.5%)              |
| 171                                                                 | 15 tháng 7 năm 2007   | *6.1%                 | <(10.4%)              |
| 172                                                                 | 22 tháng 7 năm 2007   | *6.9%                 | <(10.4%)              |
| 173                                                                 | 29 tháng 7 năm 2007   | 10.4%                 | 11.8%                 |
| 174                                                                 | 5 tháng 8 năm 2007    | *5.3%                 | <(10.8%)              |
| 175                                                                 | 12 tháng 8 năm 2007   | *6.7%                 | <(11.6%)              |
| 176                                                                 | 19 tháng 8 năm 2007   | *9.8%                 | <(10.3%)              |
| 177                                                                 | 26 tháng 8 năm 2007   | *8.7%                 | <(10.3%)              |
| 178                                                                 | 2 tháng 9 năm 2007    | <(11.2%)              | <(11.5%)              |
| 179                                                                 | 9 tháng 9 năm 2007    | <(9.3%)               | <(9.7%)               |
| 180                                                                 | 16 tháng 9 năm 2007   | *7.5%                 | <(11.6%)              |
| 181                                                                 | 23 tháng 9 năm 2007   | <(10.1%)              | <(10.6%)              |
| 182                                                                 | 30 tháng 9 năm 2007   | *7.7%                 | <(11.6%)              |
| 183                                                                 | 7 tháng 10 năm 2007   | *8.8%                 | <(11.1%)              |
| 184                                                                 | 14 tháng 10 năm 2007  | *5.8%                 | <(10.9%)              |
| 185                                                                 | 21 tháng 10 năm 2007  | *6.1%                 | <(11.5%)              |
| 186                                                                 | 29 tháng 10 năm 2006  | 6.0%                  | <(10.6%)              |
| 187                                                                 | 4 tháng 11 năm 2007   | 7.4%                  | <(10.9%)              |
| Explorers of the Human Body + Mission Impossible + Meet the In-Laws |                       |                       |                       |
| 188                                                                 | 11 tháng 11 năm 2007  | 8.0%                  | <(10.8%)              |
| 189                                                                 | 18 tháng 11 năm 2007  | 8.7%                  | <(10.6%)              |
| 190                                                                 | 26 tháng 11 năm 2007  | 8.8%                  | <(10.9%)              |
| 191                                                                 | 2 tháng 12 năm 2007   | *8.5%                 | <(11.1%)              |
| 192                                                                 | 9 tháng 12 năm 2007   | *8.4%                 | <(11.4%)              |
| 193                                                                 | 16 tháng 12 năm 2007  | *8.4%                 | <(11.6%)              |
| 194                                                                 | 23 tháng 12 năm 2007  | <(10.8%)              | <(10.8%)              |
| 195                                                                 | 30 tháng 12 năm 2007  | <(10.6%)              | <(11.0%)              |

### 2008
- Đánh giá bởi TNS và AGB hiển thị nếu có.

| Tập #                                                               | Ngày phát sóng                                                      | TNS Ratings                                                         | AGB Ratings                                                         | AGB Ratings                                                         |
| Tập #                                                               | Ngày phát sóng                                                      | Toàn quốc                                                           | Toàn quốc                                                           | Vùng thủ đô Seoul                                                   |
| Explorers of the Human Body + Mission Impossible + Meet the In-Laws | Explorers of the Human Body + Mission Impossible + Meet the In-Laws | Explorers of the Human Body + Mission Impossible + Meet the In-Laws | Explorers of the Human Body + Mission Impossible + Meet the In-Laws | Explorers of the Human Body + Mission Impossible + Meet the In-Laws |
| ------------------------------------------------------------------- | ------------------------------------------------------------------- | ------------------------------------------------------------------- | ------------------------------------------------------------------- | ------------------------------------------------------------------- |
| 196                                                                 | 6 tháng 1 năm 2008                                                  | 9.4%                                                                | <(10.4%)                                                            | <(10.7%)                                                            |
| 197                                                                 | 13 tháng 1 năm 2008                                                 | 10.1%                                                               | 10.5%                                                               | <(10.9%)                                                            |
| 198                                                                 | 20 tháng 1 năm 2008                                                 | 8.7%                                                                | <(10.1%)                                                            | <(10.8%)                                                            |
| 199                                                                 | 27 tháng 1 năm 2008                                                 | 7.9%                                                                | <(10.2%)                                                            | <(10.5%)                                                            |
| 200                                                                 | 3 tháng 2 năm 2008                                                  | 8.4%                                                                | <(10.5%)                                                            | <(10.6%)                                                            |
| Mission Impossible 2 + Find Mr. Kim + Meet the In-Laws              |                                                                     |                                                                     |                                                                     |                                                                     |
| 201                                                                 | 10 tháng 2 năm 2008                                                 | 9.6%                                                                | <(11.1%)                                                            | 11.9%                                                               |
| Change + Mission Impossible 2 + Find Mr. Kim                        |                                                                     |                                                                     |                                                                     |                                                                     |
| 202                                                                 | 17 tháng 2 năm 2008                                                 | 12.9%                                                               | 11.3%                                                               | 12.3%                                                               |
| Change + Find Mr. Kim + Meet the In-Laws                            |                                                                     |                                                                     |                                                                     |                                                                     |
| 203                                                                 | 24 tháng 2 năm 2008                                                 | 11.5%                                                               | 11.3%                                                               | 12.5%                                                               |
| Mission Impossible 2 + Meet the In-Laws + Change                    |                                                                     |                                                                     |                                                                     |                                                                     |
| 204                                                                 | 2 tháng 3 năm 2008                                                  | 9.4%                                                                | <(10.8%)                                                            | <(11.5%)                                                            |
| 205                                                                 | 9 tháng 3 năm 2008                                                  | 9.8%                                                                | 9.2%                                                                | 9.9%                                                                |
| 206                                                                 | 16 tháng 3 năm 2008                                                 | 9.8%                                                                | 9.3%                                                                | <(10.3%)                                                            |
| 207                                                                 | 23 tháng 3 năm 2008                                                 | 10.4%                                                               | 10.0%                                                               | <(11.4%)                                                            |
| 208                                                                 | 30 tháng 3 năm 2008                                                 | 9.2%                                                                | <(10.6%)                                                            | <(11.4%)                                                            |
| 209                                                                 | 6 tháng 4 năm 2008                                                  | 8.4%                                                                | 7.4%                                                                | <(10.0%)                                                            |
| 210                                                                 | 13 tháng 4 năm 2008                                                 | 8.5%                                                                | <(9.5%)                                                             | <(9.9%)                                                             |
| 211                                                                 | 20 tháng 4 năm 2008                                                 | 6.7%                                                                | <(8.9%)                                                             | <(9.7%)                                                             |
| 212                                                                 | 27 tháng 4 năm 2008                                                 | 7.0%                                                                | 6.6%                                                                | <(10.1%)                                                            |
| 213                                                                 | 4 tháng 5 năm 2008                                                  | 7.8%                                                                | 8.3%                                                                | <(9.1%)                                                             |
| 214                                                                 | 11 tháng 5 năm 2008                                                 | 5.6%                                                                | <(8.2%)                                                             | <(8.5%)                                                             |
| 215                                                                 | 18 tháng 5 năm 2008                                                 | 8.9%                                                                | <(9.6%)                                                             | <(9.9%)                                                             |
| 216                                                                 | 25 tháng 5 năm 2008                                                 | 6.4%                                                                | <(8.9%)                                                             | <(9.2%)                                                             |
| 217                                                                 | 1 tháng 6 năm 2008                                                  | 7.1%                                                                | 6.4%                                                                | <(9.5%)                                                             |
| 218                                                                 | 8 tháng 6 năm 2008                                                  | 7.3%                                                                | <(10.0%)                                                            | <(10.5%)                                                            |
| Meet the In-Laws + Change + Family Outing                           |                                                                     |                                                                     |                                                                     |                                                                     |
| 219                                                                 | 15 tháng 6 năm 2008                                                 | 5.5%                                                                | 5.3%                                                                | <(9.4%)                                                             |
| 220                                                                 | 22 tháng 6 năm 2008                                                 | 9.0%                                                                | 8.2%                                                                | <(9.6%)                                                             |
| 221                                                                 | 29 tháng 6 năm 2008                                                 | 8.5%                                                                | 7.3%                                                                | <(10.1%)                                                            |
| 222                                                                 | 6 tháng 7 năm 2008                                                  | 6.3%                                                                | 5.7%                                                                | <(9.8%)                                                             |
| 223                                                                 | 13 tháng 7 năm 2008                                                 | 8.0%                                                                | 8.5%                                                                | <(9.8%)                                                             |
| 224                                                                 | 20 tháng 7 năm 2008                                                 | 10.6%                                                               | 10.0%                                                               | <(10.5%)                                                            |

- Good Sunday chia chương trình thành hai phần, Family Outing như Good Sunday Phần 1 và Change như Good Sunday Phần 2. Đánh giá bởi TNS và AGB được hiển thị nếu có.

| Tập # | Ngày phát sóng            | TNS Ratings            | TNS Ratings                  | AGB Ratings            | AGB Ratings            | AGB Ratings                  | AGB Ratings                  |
| Tập # | Ngày phát sóng            | Toàn quốc              | Toàn quốc                    | Toàn quốc              | Vùng thủ đô Seoul      | Toàn quốc                    | Vùng thủ đô Seoul            |
|       |                           | Phần 1 - Family Outing | Phần 2 - Change              | Phần 1 - Family Outing | Phần 1 - Family Outing | Phần 2 - Change              | Phần 2 - Change              |
| ----- | ------------------------- | ---------------------- | ---------------------------- | ---------------------- | ---------------------- | ---------------------------- | ---------------------------- |
| 225   | 27 tháng 7 năm 2008       | 13.4%                  | 5.3%                         | 13.7%                  | 15.4%                  | 5.5%                         | <(9.9%)                      |
| 226   | 3 tháng 8 năm 2008        | 12.9%                  | 5.9%                         | 14.9%                  | 16.0%                  | 6.4%                         | <(9.3%)                      |
| 227   | 17 tháng 8 năm 2008       | 21.7%                  | -                            | 21.6%                  | 23.3%                  | -                            | -                            |
| 228   | 24 tháng 8 năm 2008       | 18.3%                  | 7.6%                         | 18.0%                  | 18.7%                  | <(9.3%)                      | <(10.2%)                     |
| 229   | 31 tháng 8 năm 2008       | 19.9%                  | 6.8%                         | 20.0%                  | 21.9%                  | 7.0%                         | <(9.8%)                      |
| 230   | 7 tháng 9 năm 2008        | 16.4%                  | 9.0%                         | 15.3%                  | 16.1%                  | 9.2%                         | <(9.7%)                      |
| 231   | 14 tháng 9 năm 2008       | 16.3%                  | 5.6%                         | 13.9%                  | 15.3%                  | <(7.6%)                      | <(8.2%)                      |
| 232   | 21 tháng 9 năm 2008       | 22.1%                  | 5.1%                         | 21.0%                  | 22.2%                  | <(9.4%)                      | <(9.7%)                      |
| 233   | 28 tháng 9 năm 2008       | 20.3%                  | 5.2%                         | 19.5%                  | 20.1%                  | <(9.2%)                      | <(9.9%)                      |
| 234   | 5 tháng 10 năm 2008       | 21.3%                  | 6.3%                         | 20.8%                  | 21.9%                  | <(9.3%)                      | <(10.0%)                     |
|       |                           | Phần 1 - Family Outing | Phần 2 - Gold Miss is Coming | Phần 1 - Family Outing | Phần 1 - Family Outing | Phần 2 - Gold Miss is Coming | Phần 2 - Gold Miss is Coming |
| 235   | 12 tháng 10 năm 2008      | 23.0%                  | 9.3%                         | 21.5%                  | 22.4%                  | <(9.3%)                      | <(10.6%)                     |
| 236   | 19 tháng 10 năm 2008      | 23.6%                  | 8.8%                         | 22.0%                  | 22.7%                  | 9.8%                         | 10.3%                        |
| 237   | 26 tháng 10 năm 2008      | 27.5%                  | 8.5%                         | 24.1%                  | 24.5%                  | 8.5%                         | <(10.2%)                     |
| 238   | 2 tháng 11 năm 2008       | 24.5%                  | 9.4%                         | 23.1%                  | 24.4%                  | 9.1%                         | <(10.0%)                     |
| 239   | 9 tháng 11 năm 2008       | 29.6%                  | 10.7%                        | 23.3%                  | 23.9%                  | 9.2%                         | 9.9%                         |
| 240   | ngày 16 tháng 11 năm 2008 | 26.4%                  | 6.8%                         | 24.2%                  | 25.0%                  | <(9.7%)                      | <(10.1%)                     |
| 241   | 23 tháng 11 năm 2008      | 25.1%                  | 9.5%                         | 23.6%                  | 24.6%                  | 10.2%                        | 11.4%                        |
| 242   | 30 tháng 11 năm 2008      | 26.1%                  | 7.9%                         | 23.0%                  | 24.8%                  | 8.7%                         | <(10.4%)                     |
| 243   | 7 tháng 12 năm 2008       | 28.0%                  | 9.5%                         | 25.5%                  | 26.7%                  | 10.3%                        | 10.9%                        |
| 244   | 14 tháng 12 năm 2008      | 25.1%                  | 9.1%                         | 22.5%                  | 23.3%                  | 9.7%                         | <(11.0%)                     |
| 245   | 21 tháng 12 năm 2008      | 29.1%                  | 10.3%                        | 24.4%                  | 25.2%                  | 10.3%                        | 10.7%                        |
| 246   | 28 tháng 12 năm 2008      | 27.7%                  | 8.8%                         | 24.7%                  | 26.0%                  | <(10.6%)                     | <(10.7%)                     |

### 2009
- Đánh giá bởi TNS và AGB hiển thị nếu có.

| Tập # | Ngày phát sóng       | TNS Ratings            | TNS Ratings                  | AGB Ratings            | AGB Ratings            | AGB Ratings                  | AGB Ratings                  |
| Tập # | Ngày phát sóng       | Toàn quốc              | Toàn quốc                    | Toàn quốc              | Vùng thủ đô Seoul      | Toàn quốc                    | Vùng thủ đô Seoul            |
|       |                      | Phần 1 - Family Outing | Phần 2 - Gold Miss is Coming | Phần 1 - Family Outing | Phần 1 - Family Outing | Phần 2 - Gold Miss is Coming | Phần 2 - Gold Miss is Coming |
| ----- | -------------------- | ---------------------- | ---------------------------- | ---------------------- | ---------------------- | ---------------------------- | ---------------------------- |
| 247   | 4 tháng 1 năm 2009   | 27.4%                  | 11.5%                        | 23.7%                  | 24.6%                  | 11.5%                        | 12.1%                        |
| 248   | 11 tháng 1 năm 2009  | 27.7%                  | 13.0%                        | 25.6%                  | 26.4%                  | 12.5%                        | 13.0%                        |
| 249   | 18 tháng 1 năm 2009  | 24.1%                  | 9.3%                         | 23.1%                  | 24.5%                  | <(9.8%)                      | <(10.6%)                     |
| 250   | 25 tháng 1 năm 2009  | 17.8%                  | 5.9%                         | 18.0%                  | 19.7%                  | <(9.7%)                      | <(10.3%)                     |
| 251   | 1 tháng 2 năm 2009   | 23.3%                  | 9.7%                         | 21.5%                  | 23.2%                  | <(10.4%)                     | <(11.0%)                     |
| 252   | 8 tháng 2 năm 2009   | 26.0%                  | 9.6%                         | 21.7%                  | 23.1%                  | 9.3%                         | <(10.8%)                     |
| 253   | 15 tháng 2 năm 2009  | 23.5%                  | 8.2%                         | 23.1%                  | 25.0%                  | 9.5%                         | 10.8%                        |
| 254   | 22 tháng 2 năm 2009  | 27.2%                  | 9.0%                         | 24.9%                  | 26.1%                  | <(9.9%)                      | <(10.2%)                     |
| 255   | 1 tháng 3 năm 2009   | 22.6%                  | 10.3%                        | 21.3%                  | 22.7%                  | 10.2%                        | 10.6%                        |
| 256   | 8 tháng 3 năm 2009   | 24.7%                  | 11.8%                        | 22.1%                  | 23.7%                  | 11.8%                        | 12.3%                        |
| 257   | 15 tháng 3 năm 2009  | 23.9%                  | 11.5%                        | 22.9%                  | 25.6%                  | 11.6%                        | 12.6%                        |
| 258   | 22 tháng 3 năm 2009  | 25.1%                  | 11.4%                        | 21.0%                  | 22.4%                  | 11.4%                        | 12.9%                        |
| 259   | 29 tháng 3 năm 2009  | 23.0%                  | 12.8%                        | 19.9%                  | 20.7%                  | 12.2%                        | 14.0%                        |
| 260   | 5 tháng 4 năm 2009   | 26.3%                  | 9.8%                         | 21.8%                  | 23.0%                  | 9.0%                         | <(9.4%)                      |
| 261   | 12 tháng 4 năm 2009  | 23.0%                  | 9.1%                         | 18.6%                  | 20.0%                  | 9.6%                         | 10.6%                        |
| 262   | 19 tháng 4 năm 2009  | 23.0%                  | 9.2%                         | 19.4%                  | 21.3%                  | 8.9%                         | 9.9%                         |
| 263   | 26 tháng 4 năm 2009  | 24.3%                  | 9.8%                         | 20.1%                  | 21.2%                  | 9.9%                         | 10.8%                        |
| 264   | 3 tháng 5 năm 2009   | 22.4%                  | 10.7%                        | 18.5%                  | 19.3%                  | 9.0%                         | 9.1%                         |
| 265   | 10 tháng 5 năm 2009  | 24.4%                  | 8.4%                         | 20.4%                  | 22.2%                  | 7.7%                         | <(8.9%)                      |
| 266   | 17 tháng 5 năm 2009  | 25.9%                  | 10.4%                        | 23.9%                  | 25.8%                  | <(9.5%)                      | 10.4%                        |
| 267   | 31 tháng 5 năm 2009  | 23.4%                  | 10.1%                        | 18.8%                  | 20.6%                  | 10.3%                        | 11.2%                        |
| 268   | 7 tháng 6 năm 2009   | 25.1%                  | 8.5%                         | 21.1%                  | 23.5%                  | <(9.2%)                      | 9.6%                         |
| 269   | 14 tháng 6 năm 2009  | 24.3%                  | 15.6%                        | 19.6%                  | 21.5%                  | 13.1%                        | 14.9%                        |
| 270   | 21 tháng 6 năm 2009  | 23.2%                  | 9.3%                         | 18.9%                  | 20.8%                  | 8.9%                         | 9.7%                         |
| 271   | 28 tháng 6 năm 2009  | 24.4%                  | 9.7%                         | 18.5%                  | 20.6%                  | <(8.6%)                      | 9.2%                         |
| 272   | 5 tháng 7 năm 2009   | 24.7%                  | 9.7%                         | 19.7%                  | 21.3%                  | <(8.6%)                      | 9.6%                         |
| 273   | 12 tháng 7 năm 2009  | 26.6%                  | 8.9%                         | 21.0%                  | 22.5%                  | 8.1%                         | <(10.8%)                     |
| 274   | 19 tháng 7 năm 2009  | 20.4%                  | 7.7%                         | 17.5%                  | 18.8%                  | <(9.1%)                      | <(9.4%)                      |
| 275   | 26 tháng 7 năm 2009  | 23.7%                  | 8.6%                         | 18.8%                  | 19.3%                  | <(8.4%)                      | <(9.1%)                      |
| 276   | 2 tháng 8 năm 2009   | 18.2%                  | 10.3%                        | 14.9%                  | 16.8%                  | 9.1%                         | 10.0%                        |
| 277   | 9 tháng 8 năm 2009   | 21.5%                  | -                            | 16.7%                  | 18.6%                  | 8.8%                         | 9.5%                         |
| 278   | 16 tháng 8 năm 2009  | 22.7%                  | 9.6%                         | 17.2%                  | 18.9%                  | 9.0%                         | 10.3%                        |
| 279   | 30 tháng 8 năm 2009  | 21.2%                  | 9.2%                         | 17.6%                  | 18.7%                  | <(9.4%)                      | 9.5%                         |
| 280   | 6 tháng 9 năm 2009   | 22.7%                  | 10.0%                        | 18.6%                  | 20.1%                  | <(8.3%)                      | <(8.7%)                      |
| 281   | 13 tháng 9 năm 2009  | 20.4%                  | 9.5%                         | 17.0%                  | 18.6%                  | 8.6%                         | 10.0%                        |
| 282   | 20 tháng 9 năm 2009  | 20.3%                  | 7.7%                         | 18.3%                  | 19.6%                  | 7.1%                         | <(9.0%)                      |
| 283   | 27 tháng 9 năm 2009  | 22.7%                  | 8.1%                         | 18.6%                  | 20.0%                  | <(8.4%)                      | <(8.8%)                      |
| 284   | 4 tháng 10 năm 2009  | 19.3%                  | 9.7%                         | 15.9%                  | 17.0%                  | 9.5%                         | 10.5%                        |
| 285   | 11 tháng 10 năm 2009 | 18.6%                  | 11.2%                        | 16.1%                  | 17.5%                  | 9.5%                         | 10.6%                        |
| 286   | 18 tháng 10 năm 2009 | 21.8%                  | 9.9%                         | 17.2%                  | 18.7%                  | 7.9%                         | <(8.9%)                      |
| 287   | 25 tháng 10 năm 2009 | 19.7%                  | 10.1%                        | 18.0%                  | 19.7%                  | 10.2%                        | 11.1%                        |
| 288   | 1 tháng 11 năm 2009  | 20.1%                  | 10.4%                        | 17.5%                  | 20.3%                  | 8.6%                         | 9.4%                         |
| 289   | 8 tháng 11 năm 2009  | 21.8%                  | 9.9%                         | 18.8%                  | 20.3%                  | 9.0%                         | <(9.9%)                      |
| 290   | 15 tháng 11 năm 2009 | 23.1%                  | 10.0%                        | 18.7%                  | 20.1%                  | 7.8%                         | <(9.9%)                      |
| 291   | 22 tháng 11 năm 2009 | 22.0%                  | 10.0%                        | 17.8%                  | 19.2%                  | 8.0%                         | <(8.7%)                      |
| 292   | 29 tháng 11 năm 2009 | 22.4%                  | 8.4%                         | 19.3%                  | 21.0%                  | <(8.6%)                      | <(9.0%)                      |
| 293   | 6 tháng 12 năm 2009  | 18.5%                  | 8.4%                         | 15.4%                  | 17.3%                  | 7.8%                         | <(9.5%)                      |
| 294   | 13 tháng 12 năm 2009 | 18.5%                  | 9.0%                         | 15.3%                  | 16.6%                  | 7.9%                         | <(9.9%)                      |
| 295   | 20 tháng 12 năm 2009 | 19.3%                  | -                            | 16.6%                  | 17.6%                  | <(9.5%)                      | 10.5%                        |
| 296   | 27 tháng 12 năm 2009 | 16.8%                  | -                            | 13.8%                  | 14.8%                  | 8.5%                         | <(10.7%)                     |

### 2010
- Đánh giá bởi TNmS (TNS Media Korea tính đến 27 tháng 1 năm 2010) và AGB hiển thị nếu có.

| Tập # | Ngày phát sóng      | TNmS Ratings             | TNmS Ratings                 | AGB Ratings              | AGB Ratings              | AGB Ratings                  | AGB Ratings                  |
| Tập # | Ngày phát sóng      | Toàn quốc                | Toàn quốc                    | Toàn quốc                | Vùng thủ đô Seoul        | Toàn quốc                    | Vùng thủ đô Seoul            |
|       |                     | Phần 1 - Family Outing   | Phần 2 - Gold Miss is Coming | Phần 1 - Family Outing   | Phần 1 - Family Outing   | Phần 2 - Gold Miss is Coming | Phần 2 - Gold Miss is Coming |
| ----- | ------------------- | ------------------------ | ---------------------------- | ------------------------ | ------------------------ | ---------------------------- | ---------------------------- |
| 297   | 3 tháng 1 năm 2010  | 16.4%                    | 9.1%                         | 14.1%                    | 15.5%                    | 8.8%                         | 10.1%                        |
| 298   | 10 tháng 1 năm 2010 | 16.5%                    | 9.3%                         | 13.6%                    | 16.9%                    | 7.9%                         | <(10.2%)                     |
| 299   | 17 tháng 1 năm 2010 | 17.9%                    | -                            | 15.3%                    | 16.9%                    | 8.8%                         | 10.0%                        |
| 300   | 24 tháng 1 năm 2010 | 18.0%                    | 7.6%                         | 15.4%                    | 16.7%                    | <(9.3%)                      | <(9.6%)                      |
| 301   | 31 tháng 1 năm 2010 | 18.6%                    | 10.8%                        | 14.7%                    | 16.3%                    | 9.2%                         | 10.5%                        |
| 302   | 7 tháng 2 năm 2010  | 16.1%                    | 8.4%                         | 14.1%                    | 15.0%                    | 7.8%                         | <(10.1%)                     |
| 303   | 14 tháng 2 năm 2010 | 8.7%                     | -                            | 8.4%                     | 9.1%                     | 4.4%                         | <(8.1%)                      |
|       |                     | Phần 1 - Family Outing 2 | Phần 2 - Gold Miss is Coming | Phần 1 - Family Outing 2 | Phần 1 - Family Outing 2 | Phần 2 - Gold Miss is Coming | Phần 2 - Gold Miss is Coming |
| 304   | 21 tháng 2 năm 2010 | 17.8%                    | 6.2%                         | 16.5%                    | 18.7%                    | <(8.6%)                      | <(9.4%)                      |
| 305   | 28 tháng 2 năm 2010 | 12.4%                    | 5.3%                         | 10.9%                    | 11.7%                    | 5.7%                         | <(8.7%)                      |
| 306   | 7 tháng 3 năm 2010  | 11.8%                    | -                            | 10.1%                    | 11.1%                    | <(9.1%)                      | <(9.6%)                      |
| 307   | 14 tháng 3 năm 2010 | 9.1%                     | -                            | 8.6%                     | 9.7%                     | 7.0%                         | <(9.2%)                      |
| 308   | 21 tháng 3 năm 2010 | 6.1%                     | -                            | 7.6%                     | <(9.3%)                  | 6.1%                         | <(9.3%)                      |
| 309   | 28 tháng 3 năm 2010 | 6.2%                     | -                            | 7.5%                     | <(8.9%)                  | 5.6%                         | <(8.9%)                      |
| 310   | 11 tháng 4 năm 2010 | 5.6%                     | -                            | 5.6%                     | <(8.5%)                  | 7.3%                         | 8.5%                         |
| 311   | 2 tháng 5 năm 2010  | 7.2%                     | -                            | 7.3%                     | <(8.2%)                  | 6.3%                         | <(8.2%)                      |
| 312   | 9 tháng 5 năm 2010  | 6.8%                     | -                            | 6.5%                     | <(7.7%)                  | 4.4%                         | <(7.7%)                      |

- Good Sunday phát sóng "toàn bộ" chương trình trong suốt World Cup season.

| Tập #                                 | Ngày phát sóng                        | TNmS Ratings                          | AGB Ratings                           | AGB Ratings                           |
| Tập #                                 | Ngày phát sóng                        | Toàn quốc                             | Toàn quốc                             | Vùng thủ đô Seoul                     |
| Family Outing 2 + Gold Miss is Coming | Family Outing 2 + Gold Miss is Coming | Family Outing 2 + Gold Miss is Coming | Family Outing 2 + Gold Miss is Coming | Family Outing 2 + Gold Miss is Coming |
| ------------------------------------- | ------------------------------------- | ------------------------------------- | ------------------------------------- | ------------------------------------- |
| 313                                   | 16 tháng 5 năm 2010                   | 10.6%                                 | 10.3%                                 | 11.0%                                 |
| 314                                   | 23 tháng 5 năm 2010                   | 12.2%                                 | 12.5%                                 | 14.2%                                 |
| 315                                   | 30 tháng 5 năm 2010                   | 6.8%                                  | 6.3%                                  | <(8.4%)                               |
| 316                                   | 6 tháng 6 năm 2010                    | 8.2%                                  | 8.9%                                  | 10.1%                                 |
| 317                                   | 13 tháng 6 năm 2010                   | 6.3%                                  | 5.7%                                  | <(9.5%)                               |
| 318                                   | 27 tháng 6 năm 2010                   | 10.4%                                 | 8.3%                                  | <(8.7%)                               |
| 319                                   | 4 tháng 7 năm 2010                    | 10.7%                                 | 8.7%                                  | <(10.5%)                              |

- Good Sunday trở lại chia chương trình làm hai phần.

| Tập # | Ngày phát sóng       | TNmS Ratings         | TNmS Ratings         | TNmS Ratings             | AGB Ratings          | AGB Ratings          | AGB Ratings              | AGB Ratings              |
| Tập # | Ngày phát sóng       | Toàn quốc            | Vùng thủ đô Seoul    | Toàn quốc                | Toàn quốc            | Vùng thủ đô Seoul    | Toàn quốc                | Vùng thủ đô Seoul        |
|       |                      | Phần 1 - Running Man | Phần 1 - Running Man | Phần 2 - Family Outing 2 | Phần 1 - Running Man | Phần 1 - Running Man | Phần 2 - Family Outing 2 | Phần 2 - Family Outing 2 |
| ----- | -------------------- | -------------------- | -------------------- | ------------------------ | -------------------- | -------------------- | ------------------------ | ------------------------ |
| 320   | 11 tháng 7 năm 2010  | 12.0%                | 12.5%                | 8.1%                     | 10.0%                | 10.7%                | 6.7%                     | <(8.7%)                  |
|       |                      | Phần 1 - Running Man | Phần 1 - Running Man | Phần 2 - Heroes          | Phần 1 - Running Man | Phần 1 - Running Man | Phần 2 - Heroes          | Phần 2 - Heroes          |
| 321   | 18 tháng 7 năm 2010  | 8.1%                 | 9.5%                 | 8.8%                     | 7.8%                 | 8.7%                 | 7.9%                     | <(9.8%)                  |
| 322   | 25 tháng 7 năm 2010  | 6.7%                 | 7.9%                 | -                        | 7.4%                 | 8.1%                 | 6.2%                     | <(9.2%)                  |
| 323   | 1 tháng 8 năm 2010   | 7.8%                 | 8.7%                 | 7.2%                     | 6.3%                 | 7.0%                 | 5.8%                     | <(9.1%)                  |
| 324   | 8 tháng 8 năm 2010   | 8.0%                 | 9.7%                 | 5.6%                     | 7.3%                 | 8.8%                 | 6.5%                     | <(8.9%)                  |
| 325   | 15 tháng 8 năm 2010  | 7.6%                 | 6.9%                 | 6.4%                     | 7.8%                 | 8.5%                 | 6.0%                     | <(8.5%)                  |
| 326   | 22 tháng 8 năm 2010  | 8.4%                 | 7.4%                 | 6.8%                     | 6.6%                 | 7.7%                 | 6.9%                     | <(8.8%)                  |
| 327   | 29 tháng 8 năm 2010  | 8.4%                 | 9.9%                 | 8.0%                     | 7.9%                 | 8.9%                 | 7.8%                     | <(10.2%)                 |
| 328   | 5 tháng 9 năm 2010   | 9.3%                 | 8.1%                 | 8.0%                     | 7.4%                 | 8.2%                 | 7.7%                     | <(9.3%)                  |
| 329   | 12 tháng 9 năm 2010  | 7.8%                 | 7.1%                 | 8.2%                     | 6.6%                 | 7.8%                 | 7.5%                     | <(8.9%)                  |
| 330   | 19 tháng 9 năm 2010  | 8.2%                 | 8.2%                 | 9.5%                     | 7.0%                 | 8.9%                 | 9.2%                     | 10.3%                    |
| 331   | 26 tháng 9 năm 2010  | 6.7%                 | 6.2%                 | 8.4%                     | 5.6%                 | 6.5%                 | 7.6%                     | 8.6%                     |
| 332   | 3 tháng 10 năm 2010  | 7.0%                 | 8.4%                 | 6.1%                     | 7.1%                 | 8.1%                 | 7.2%                     | <(9.2%)                  |
| 333   | 17 tháng 10 năm 2010 | 11.1%                | 11.8%                | 7.3%                     | 8.8%                 | 8.8%                 | 7.2%                     | <(8.3%)                  |
| 334   | 24 tháng 10 năm 2010 | 13.2%                | 14.1%                | 8.0%                     | 11.1%                | 11.4%                | 7.1%                     | <(8.7%)                  |
| 335   | 31 tháng 10 năm 2010 | 11.0%                | 11.5%                | 7.8%                     | 10.3%                | 11.0%                | 6.5%                     | <(8.2%)                  |
| 336   | 7 tháng 11 năm 2010  | 13.2%                | 14.1%                | -                        | 9.8%                 | 10.2%                | 6.7%                     | <(8.5%)                  |
| 337   | 21 tháng 11 năm 2010 | 10.3%                | 10.8%                | -                        | 8.9%                 | 9.5%                 | 7.1%                     | <(9.0%)                  |
| 338   | 28 tháng 11 năm 2010 | 13.2%                | 14.0%                | -                        | 9.3%                 | 9.9%                 | 5.1%                     | <(9.4%)                  |
| 339   | 5 tháng 12 năm 2010  | 11.8%                | 12.6%                | -                        | 9.3%                 | 9.8%                 | 7.1%                     | <(9.8%)                  |
| 340   | 12 tháng 12 năm 2010 | 12.7%                | 13.7%                | -                        | 11.2%                | 12.1%                | 7.6%                     | <(9.6%)                  |
| 341   | 19 tháng 12 năm 2010 | 13.2%                | 14.2%                | 9.0%                     | 10.6%                | 11.1%                | 9.2%                     | 10.1%                    |
| 342   | 26 tháng 12 năm 2010 | 12.6%                | 13.9%                | 7.1%                     | 10.7%                | 11.6%                | 6.3%                     | <(10.2%)                 |

### 2011
- Đánh giá bởi TNmS và AGB thể hiện nếu có.

| Tập # | Ngày phát sóng      | TNmS Ratings         | TNmS Ratings         | TNmS Ratings    | AGB Ratings          | AGB Ratings          | AGB Ratings     | AGB Ratings       |
| Tập # | Ngày phát sóng      | Toàn quốc            | Vùng thủ đô Seoul    | Toàn quốc       | Toàn quốc            | Vùng thủ đô Seoul    | Toàn quốc       | Vùng thủ đô Seoul |
|       |                     | Phần 1 - Running Man | Phần 1 - Running Man | Phần 2 - Heroes | Phần 1 - Running Man | Phần 1 - Running Man | Phần 2 - Heroes | Phần 2 - Heroes   |
| ----- | ------------------- | -------------------- | -------------------- | --------------- | -------------------- | -------------------- | --------------- | ----------------- |
| 343   | 2 tháng 1 năm 2011  | 9.7%                 | 12.9%                | 7.3%            | 11.1%                | 12.1%                | <(9.8%)         | <(10.1%)          |
| 344   | 9 tháng 1 năm 2011  | 11.7%                | 15.7%                | -               | 10.9%                | 11.7%                | 7.1%            | <(10.0%)          |
| 345   | 16 tháng 1 năm 2011 | 11.8%                | 14.4%                | -               | 11.5%                | 12.0%                | 6.5%            | <(10.7%)          |
| 346   | 23 tháng 1 năm 2011 | 12.6%                | 15.8%                | -               | 13.2%                | 14.5%                | 6.0%            | <(10.7%)          |
| 347   | 30 tháng 1 năm 2011 | 13.7%                | 17.5%                | -               | 14.9%                | 16.3%                | 4.9%            | <(10.7%)          |
| 348   | 6 tháng 2 năm 2011  | 13.1%                | 16.6%                | -               | 15.0%                | 16.2%                | 8.0%            | <(10.5%)          |
| 349   | 13 tháng 2 năm 2011 | 10.4%                | 12.5%                | -               | 10.7%                | 11.4%                | 7.4%            | <(10.1%)          |
| 350   | 20 tháng 2 năm 2011 | 11.2%                | 13.7%                | -               | 12.6%                | 13.4%                | 6.9%            | <(9.8%)           |
| 351   | 27 tháng 2 năm 2011 | 11.2%                | 13.7%                | 6.5%            | 12.8%                | 13.7%                | 7.4%            | <(10.0%)          |
| 352   | 6 tháng 3 năm 2011  | 10.4%                | 13.1%                | 7.1%            | 11.2%                | 12.0%                | 8.6%            | <(10.0%)          |
| 353   | 13 tháng 3 năm 2011 | 8.3%                 | 10.7%                | 7.1%            | 10.1%                | 11.2%                | 5.3%            | <(9.6%)           |
| 354   | 20 tháng 3 năm 2011 | 8.7%                 | 10.4%                | 5.7%            | 9.9%                 | 10.6%                | 7.6%            | <(9.8%)           |
| 355   | 27 tháng 3 năm 2011 | 9.6%                 | 11.7%                | 5.3%            | 11.2%                | 12.3%                | 5.1%            | <(9.8%)           |
| 356   | 3 tháng 4 năm 2011  | 10.5%                | 12.9%                | -               | 11.7%                | 12.5%                | 5.3%            | <(8.8%)           |
| 357   | 10 tháng 4 năm 2011 | 10.2%                | 13.4%                | 5.8%            | 11.1%                | 12.5%                | 5.8%            | <(8.4%)           |
| 358   | 17 tháng 4 năm 2011 | 9.5%                 | 12.6%                | -               | 10.8%                | 12.4%                | 6.3%            | <(8.4%)           |
| 359   | 24 tháng 4 năm 2011 | 9.6%                 | 12.4%                | 5.1%            | 10.7%                | 11.2%                | 5.8%            | <(8.5%)           |
| 360   | 1 tháng 5 năm 2011  | 8.0%                 | 9.7%                 | 5.9%            | 9.8%                 | 10.8%                | 6.5%            | <(8.9%)           |

- Good Sunday trở lại phát sóng "toàn bộ" chương trình.

| Tập #                    | Ngày phát sóng      | TNmS Ratings | TNmS Ratings      | AGB Ratings | AGB Ratings       |
| Tập #                    | Ngày phát sóng      | Toàn quốc    | Vùng thủ đô Seoul | Toàn quốc   | Vùng thủ đô Seoul |
| Running Man              | Running Man         | Running Man  | Running Man       | Running Man | Running Man       |
| ------------------------ | ------------------- | ------------ | ----------------- | ----------- | ----------------- |
| 361                      | 8 tháng 5 năm 2011  | 8.0%         | 9.9%              | 7.7%        | 8.1%              |
| 362                      | 15 tháng 5 năm 2011 | 9.1%         | 11.9%             | 9.6%        | 10.0%             |
| Running Man + Kiss & Cry |                     |              |                   |             |                   |
| 363                      | 22 tháng 5 năm 2011 | 8.1%         | 10.2%             | 9.1%        | 10.5%             |
| 364                      | 29 tháng 5 năm 2011 | 6.9%         | 9.2%              | 7.1%        | <(8.3%)           |
| 365                      | 5 tháng 6 năm 2011  | 5.5%         | <(7.6%)           | 6.2%        | <(7.7%)           |
| 366                      | 12 tháng 6 năm 2011 | 7.1%         | <(9.0%)           | 8.4%        | 9.6%              |
| 367                      | 19 tháng 6 năm 2011 | 7.6%         | 10.0%             | 7.3%        | <(9.2%)           |
| 368                      | 26 tháng 6 năm 2011 | 9.3%         | 12.1%             | 9.8%        | 10.6%             |
| 369                      | 3 tháng 7 năm 2011  | 10.3%        | 13.0%             | 11.7%       | 12.9%             |
| 370                      | 10 tháng 7 năm 2011 | 9.8%         | 12.0%             | 9.9%        | 10.7%             |
| 371                      | 17 tháng 7 năm 2011 | 10.5%        | 12.4%             | 10.8%       | 11.6%             |
| 372                      | 24 tháng 7 năm 2011 | 11.1%        | 13.3%             | 11.6%       | 12.8%             |
| 373                      | 31 tháng 7 năm 2011 | 9.3%         | 11.5%             | 10.3%       | 12.2%             |
| 374                      | 7 tháng 8 năm 2011  | 12.0%        | 14.8%             | 12.0%       | 12.6%             |
| 375                      | 14 tháng 8 năm 2011 | 11.4%        | 15.0%             | 11.9%       | 13.7%             |
| 376                      | 21 tháng 8 năm 2011 | 9.8%         | 12.1%             | 10.8%       | 12.3%             |
| Running Man + BIGsTORY   |                     |              |                   |             |                   |
| 377                      | 28 tháng 8 năm 2011 | 8.2%         | 10.0%             | 9.5%        | 10.7%             |
| 378                      | 4 tháng 9 năm 2011  | 9.4%         | 11.4%             | 9.1%        | 9.9%              |
| 379                      | 11 tháng 9 năm 2011 | 8.4%         | 9.8%              | 8.2%        | 9.0%              |
| 380                      | 18 tháng 9 năm 2011 | 10.7%        | 12.1%             | 10.6%       | 10.9%             |

- Good Sunday trở lại chia chương trình thành hai phần.

| Tập # | Ngày phát sóng       | TNmS Ratings         | TNmS Ratings         | TNmS Ratings      | AGB Ratings          | AGB Ratings          | AGB Ratings       | AGB Ratings       |
| Tập # | Ngày phát sóng       | Toàn quốc            | Vùng thủ đô Seoul    | Toàn quốc         | Toàn quốc            | Vùng thủ đô Seoul    | Toàn quốc         | Vùng thủ đô Seoul |
|       |                      | Phần 1 - Running Man | Phần 1 - Running Man | Phần 2 - BIGsTORY | Phần 1 - Running Man | Phần 1 - Running Man | Phần 2 - BIGsTORY | Phần 2 - BIGsTORY |
| ----- | -------------------- | -------------------- | -------------------- | ----------------- | -------------------- | -------------------- | ----------------- | ----------------- |
| 381   | 25 tháng 9 năm 2011  | 14.3%                | 18.5%                | -                 | 14.3%                | 15.5%                | 3.2%              | <(9.3%)           |
| 382   | 2 tháng 10 năm 2011  | 13.0%                | 16.0%                | 3.6%              | 13.8%                | 15.0%                | 3.7%              | <(8.4%)           |
| 383   | 9 tháng 10 năm 2011  | 13.0%                | 14.2%                | -                 | 13.7%                | 14.0%                | 3.6%              | <(9.5%)           |
| 384   | 16 tháng 10 năm 2011 | -                    | -                    | -                 | -                    | -                    | 4.9%              | <(9.0%)           |
| 385   | 23 tháng 10 năm 2011 | 13.5%                | 16.8%                | -                 | 14.6%                | 15.1%                | 4.2%              | <(9.3%)           |
| 386   | 30 tháng 10 năm 2011 | 15.5%                | 17.5%                | -                 | 14.5%                | 14.9%                | 3.0%              | <(8.8%)           |
| 387   | 6 tháng 11 năm 2011  | 15.3%                | 18.3%                | 5.8%              | 15.8%                | 16.8%                | 5.2%              | <(9.7%)           |
| 388   | 13 tháng 11 năm 2011 | 16.0%                | 19.4%                | -                 | 15.7%                | 16.9%                | 4.7%              | <(9.4%)           |
| 389   | 20 tháng 11 năm 2011 | 15.0%                | 17.1%                | -                 | 16.9%                | 18.2%                | 5.2%              | <(9.1%)           |
| 390   | 27 tháng 11 năm 2011 | 16.5%                | 19.8%                | -                 | 18.0%                | 19.8%                | 7.1%              | <(10.0%)          |

- Good Sunday trở lại phát sóng "toàn bộ" chương trình.

| Tập #                    | Ngày phát sóng           | TNmS Ratings             | TNmS Ratings             | AGB Ratings              | AGB Ratings              |
| Tập #                    | Ngày phát sóng           | Toàn quốc                | Vùng thủ đô Seoul        | Toàn quốc                | Vùng thủ đô Seoul        |
| Running Man + K-pop Star | Running Man + K-pop Star | Running Man + K-pop Star | Running Man + K-pop Star | Running Man + K-pop Star | Running Man + K-pop Star |
| ------------------------ | ------------------------ | ------------------------ | ------------------------ | ------------------------ | ------------------------ |
| 391                      | 4 tháng 12 năm 2011      | 12.1%                    | 15.0%                    | 12.1%                    | 13.5%                    |
| 392                      | 11 tháng 12 năm 2011     | 13.7%                    | 17.0%                    | 13.9%                    | 15.1%                    |
| 393                      | 18 tháng 12 năm 2011     | 12.6%                    | 14.3%                    | 14.2%                    | 15.4%                    |
| 394                      | 25 tháng 12 năm 2011     | 12.9%                    | 15.0%                    | 13.5%                    | 14.1%                    |

### 2012
| Tập #                             | Ngày phát sóng           | TNmS Ratings             | TNmS Ratings             | AGB Ratings              | AGB Ratings              |
| Tập #                             | Ngày phát sóng           | Toàn quốc                | Vùng thủ đô Seoul        | Toàn quốc                | Vùng thủ đô Seoul        |
| Running Man + K-pop Star          | Running Man + K-pop Star | Running Man + K-pop Star | Running Man + K-pop Star | Running Man + K-pop Star | Running Man + K-pop Star |
| --------------------------------- | ------------------------ | ------------------------ | ------------------------ | ------------------------ | ------------------------ |
| 395                               | 1 tháng 1 năm 2012       | 13.9%                    | 16.8%                    | 13.9%                    | 15.7%                    |
| 396                               | 8 tháng 1 năm 2012       | 13.7%                    | 16.1%                    | 13.9%                    | 15.4%                    |
| 397                               | 15 tháng 1 năm 2012      | 13.9%                    | 16.6%                    | 15.5%                    | 17.4%                    |
| 398                               | 22 tháng 1 năm 2012      | 9.7%                     | 9.9%                     | 12.5%                    | 14.1%                    |
| 399                               | 29 tháng 1 năm 2012      | 11.9%                    | 13.2%                    | 14.9%                    | 17.1%                    |
| 400                               | 5 tháng 2 năm 2012       | 15.2%                    | 17.0%                    | 15.4%                    | 17.0%                    |
| 401                               | 12 tháng 2 năm 2012      | 14.3%                    | 16.4%                    | 14.9%                    | 16.8%                    |
| 402                               | 19 tháng 2 năm 2012      | 16.5%                    | 20.5%                    | 15.9%                    | 17.6%                    |
| 403                               | 26 tháng 2 năm 2012      | 16.4%                    | 19.5%                    | 16.6%                    | 19.2%                    |
| 404                               | 4 tháng 3 năm 2012       | 16.1%                    | 20.1%                    | 15.8%                    | 18.3%                    |
| 405                               | 11 tháng 3 năm 2012      | 15.4%                    | 19.6%                    | 15.8%                    | 17.8%                    |
| 406                               | 18 tháng 3 năm 2012      | 14.5%                    | 18.3%                    | 15.2%                    | 16.8%                    |
| 407                               | 25 tháng 3 năm 2012      | 15.7%                    | 19.0%                    | 15.7%                    | 17.8%                    |
| 408                               | 1 tháng 4 năm 2012       | 17.6%                    | 21.6%                    | 16.8%                    | 18.9%                    |
| 409                               | 8 tháng 4 năm 2012       | 15.7%                    | 20.4%                    | 15.3%                    | 17.4%                    |
| 410                               | 15 tháng 4 năm 2012      | 13.7%                    | 16.5%                    | 13.8%                    | 15.4%                    |
| 411                               | 22 tháng 4 năm 2012      | 16.4%                    | 20.8%                    | 17.1%                    | 19.8%                    |
| 412                               | 29 tháng 4 năm 2012      | 14.9%                    | 17.6%                    | 14.9%                    | 16.4%                    |
| Law of the Jungle 2 + Running Man |                          |                          |                          |                          |                          |
| 413                               | 6 tháng 5 năm 2012       | 15.0%                    | 17.9%                    | 14.7%                    | 17.4%                    |
| 414                               | 13 tháng 5 năm 2012      | 15.0%                    | 18.3%                    | 14.9%                    | 16.9%                    |
| 415                               | 20 tháng 5 năm 2012      | 16.5%                    | 20.6%                    | 17.0%                    | 19.9%                    |
| 416                               | 27 tháng 5 năm 2012      | 16.3%                    | 20.2%                    | 16.1%                    | 18.5%                    |
| 417                               | 3 tháng 6 năm 2012       | 18.8%                    | 24.3%                    | 17.6%                    | 20.1%                    |
| 418                               | 10 tháng 6 năm 2012      | 16.5%                    | 20.4%                    | 15.5%                    | 17.4%                    |
| 419                               | 17 tháng 6 năm 2012      | 16.0%                    | 18.3%                    | 15.5%                    | 17.7%                    |
| 420                               | 24 tháng 6 năm 2012      | 18.5%                    | 22.0%                    | 15.5%                    | 16.9%                    |
| 421                               | 1 tháng 7 năm 2012       | 17.5%                    | 20.0%                    | 15.6%                    | 17.2%                    |
| 422                               | 8 tháng 7 năm 2012       | 19.1%                    | 22.1%                    | 17.3%                    | 19.4%                    |
| 423                               | 15 tháng 7 năm 2012      | 21.4%                    | 24.0%                    | 18.1%                    | 20.2%                    |
| 424                               | 22 tháng 7 năm 2012      | 19.6%                    | 22.4%                    | 17.1%                    | 18.6%                    |
| 425                               | 5 tháng 8 năm 2012       | 15.3%                    | 16.8%                    | 14.7%                    | 16.0%                    |
| 426                               | 12 tháng 8 năm 2012      | 19.4%                    | 22.2%                    | 16.8%                    | 19.0%                    |
| 427                               | 19 tháng 8 năm 2012      | 19.5%                    | 23.3%                    | 16.9%                    | 18.6%                    |
| 428                               | 26 tháng 8 năm 2012      | 17.7%                    | 20.5%                    | 14.2%                    | 15.7%                    |
| 429                               | 2 tháng 9 năm 2012       | 20.2%                    | 22.0%                    | 17.3%                    | 18.6%                    |
| 430                               | 9 tháng 9 năm 2012       | 19.5%                    | 21.3%                    | 17.1%                    | 18.6%                    |
| 431                               | 16 tháng 9 năm 2012      | 19.2%                    | 20.8%                    | 17.2%                    | 18.2%                    |
| 432                               | 23 tháng 9 năm 2012      | 17.2%                    | 18.9%                    | 15.2%                    | 16.2%                    |
| 433                               | 30 tháng 9 năm 2012      | 16.4%                    | 17.1%                    | 14.3%                    | 15.8%                    |
| 434                               | 7 tháng 10 năm 2012      | 17.4%                    | 18.6%                    | 15.5%                    | 16.6%                    |
| 435                               | 14 tháng 10 năm 2012     | 19.5%                    | 21.9%                    | 17.6%                    | 19.2%                    |
| 436                               | 21 tháng 10 năm 2012     | 18.6%                    | 20.3%                    | 16.5%                    | 17.4%                    |
| 437                               | 28 tháng 10 năm 2012     | 19.1%                    | 21.4%                    | 17.0%                    | 18.4%                    |
| 438                               | 4 tháng 11 năm 2012      | 19.9%                    | 21.8%                    | 17.2%                    | 18.4%                    |
| 439                               | 11 tháng 11 năm 2012     | 20.9%                    | 22.5%                    | 17.6%                    | 19.2%                    |
| K-pop Star 2 + Running Man        |                          |                          |                          |                          |                          |
| 440                               | 18 tháng 11 năm 2012     | 18.3%                    | 19.7%                    | 16.6%                    | 17.8%                    |
| 441                               | 25 tháng 11 năm 2012     | 18.2%                    | 19.3%                    | 15.0%                    | 16.1%                    |
| 442                               | 2 tháng 12 năm 2012      | 16.9%                    | 18.4%                    | 14.6%                    | 16.0%                    |
| 443                               | 9 tháng 12 năm 2012      | 19.3%                    | 22.2%                    | 16.6%                    | 17.9%                    |
| 444                               | 16 tháng 12 năm 2012     | 19.0%                    | 21.3%                    | 15.6%                    | 16.7%                    |
| 445                               | 23 tháng 12 năm 2012     | 17.7%                    | 19.6%                    | 15.1%                    | 16.7%                    |
| 446                               | 30 tháng 12 năm 2012     | 18.4%                    | 20.4%                    | 15.1%                    | 16.8%                    |

### 2013
| Tập #                                  | Ngày phát sóng             | TNmS Ratings               | TNmS Ratings               | AGB Ratings                | AGB Ratings                |
| Tập #                                  | Ngày phát sóng             | Toàn quốc                  | Vùng thủ đô Seoul          | Toàn quốc                  | Vùng thủ đô Seoul          |
| K-pop Star 2 + Running Man             | K-pop Star 2 + Running Man | K-pop Star 2 + Running Man | K-pop Star 2 + Running Man | K-pop Star 2 + Running Man | K-pop Star 2 + Running Man |
| -------------------------------------- | -------------------------- | -------------------------- | -------------------------- | -------------------------- | -------------------------- |
| 447                                    | 6 tháng 1 năm 2013         | 17.4%                      | 19.2%                      | 16.3%                      | 18.3%                      |
| 448                                    | 13 tháng 1 năm 2013        | 17.8%                      | 19.7%                      | 16.0%                      | 17.9%                      |
| 449                                    | 20 tháng 1 năm 2013        | 17.2%                      | 19.2%                      | 15.5%                      | 17.5%                      |
| 450                                    | 27 tháng 1 năm 2013        | 17.4%                      | 18.8%                      | 15.9%                      | 17.7%                      |
| 451                                    | 3 tháng 2 năm 2013         | 18.3%                      | 20.6%                      | 16.3%                      | 17.9%                      |
| 452                                    | 10 tháng 2 năm 2013        | 12.9%                      | 13.8%                      | 11.7%                      | 12.8%                      |
| 453                                    | 17 tháng 2 năm 2013        | 18.0%                      | 19.5%                      | 16.7%                      | 18.0%                      |
| 454                                    | 24 tháng 2 năm 2013        | 15.2%                      | 16.5%                      | 13.7%                      | 14.9%                      |
| 455                                    | 3 tháng 3 năm 2013         | 15.3%                      | 17.3%                      | 14.1%                      | 15.6%                      |
| 456                                    | 10 tháng 3 năm 2013        | 15.4%                      | 17.1%                      | 15.4%                      | 17.4%                      |
| 457                                    | 17 tháng 3 năm 2013        | 15.1%                      | 16.9%                      | 14.3%                      | 16.1%                      |
| 458                                    | 24 tháng 3 năm 2013        | 15.2%                      | 17.1%                      | 14.6%                      | 16.0%                      |
| 459                                    | 31 tháng 3 năm 2013        | 14.3%                      | 16.0%                      | 14.6%                      | 16.7%                      |
| 460                                    | 7 tháng 4 năm 2013         | 14.3%                      | 16.1%                      | 13.7%                      | 15.7%                      |
| 461                                    | 14 tháng 4 năm 2013        | 12.5%                      | 13.6%                      | 13.0%                      | 14.1%                      |
| Những người bạn chân đất + Running Man |                            |                            |                            |                            |                            |
| 462                                    | 21 tháng 4 năm 2013        | 9.9%                       | 10.3%                      | 11.3%                      | 12.3%                      |
| 463                                    | 28 tháng 4 năm 2013        | 9.4%                       | 10.4%                      | 9.9%                       | 11.1%                      |
| 464                                    | 5 tháng 5 năm 2013         | 7.6%                       | 8.4%                       | 8.1%                       | 8.7%                       |
| 465                                    | 12 tháng 5 năm 2013        | 8.8%                       | 9.0%                       | 9.8%                       | 10.5%                      |
| 466                                    | 19 tháng 5 năm 2013        | 7.9%                       | 8.1%                       | 9.4%                       | 10.1%                      |
| 467                                    | 26 tháng 5 năm 2013        | 9.2%                       | 9.6%                       | 11.4%                      | 13.3%                      |
| 468                                    | 2 tháng 6 năm 2013         | 9.0%                       | 9.3%                       | 9.3%                       | 10.1%                      |
| 469                                    | 9 tháng 6 năm 2013         | 8.6%                       | 8.8%                       | 9.0%                       | 9.9%                       |
| 470                                    | 16 tháng 6 năm 2013        | 7.5%                       | 8.1%                       | 7.9%                       | 8.2%                       |
| 471                                    | 23 tháng 6 năm 2013        | 8.6%                       | 8.9%                       | 9.0%                       | 9.8%                       |
| 472                                    | 30 tháng 6 năm 2013        | 9.2%                       | 10.2%                      | 9.2%                       | 9.9%                       |
| 473                                    | 7 tháng 7 năm 2013         | 9.5%                       | 9.7%                       | 10.5%                      | 11.3%                      |
| 474                                    | 14 tháng 7 năm 2013        | 11.3%                      | 12.9%                      | 10.8%                      | 11.8%                      |
| 475                                    | 21 tháng 7 năm 2013        | 9.5%                       | 10.1%                      | 9.2%                       | 10.3%                      |
| 476                                    | 28 tháng 7 năm 2013        | 9.4%                       | 10.4%                      | 9.6%                       | 10.7%                      |
| 477                                    | 4 tháng 8 năm 2013         | 8.6%                       | 9.2%                       | 6.6%                       | <(7.6%)                    |
| 478                                    | 11 tháng 8 năm 2013        | 7.5%                       | 8.3%                       | 7.5%                       | 7.6%                       |
| 479                                    | 18 tháng 8 năm 2013        | 8.8%                       | 10.0%                      | 9.2%                       | 10.1%                      |
| 480                                    | 25 tháng 8 năm 2013        | 9.2%                       | 9.8%                       | 9.0%                       | 9.2%                       |
| 481                                    | 1 tháng 9 năm 2013         | 8.2%                       | 8.9%                       | 8.5%                       | 8.9%                       |
| 482                                    | 8 tháng 9 năm 2013         | 8.5%                       | 9.1%                       | 9.6%                       | 10.2%                      |
| 483                                    | 15 tháng 9 năm 2013        | 8.3%                       | 9.4%                       | 8.5%                       | 9.2%                       |
| 484                                    | 22 tháng 9 năm 2013        | 8.9%                       | 9.2%                       | 9.8%                       | 9.8%                       |
| 485                                    | 29 tháng 9 năm 2013        | 8.7%                       | 9.5%                       | 9.6%                       | 9.7%                       |
| 486                                    | 6 tháng 10 năm 2013        | 9.1%                       | 9.8%                       | 9.3%                       | 9.7%                       |
| 487                                    | 13 tháng 10 năm 2013       | 8.0%                       | 8.8%                       | 8.3%                       | 8.9%                       |
| 488                                    | 20 tháng 10 năm 2013       | 8.6%                       | 10.2%                      | 8.9%                       | 9.4%                       |
| 489                                    | 27 tháng 10 năm 2013       | 8.6%                       | 9.7%                       | 9.7%                       | 10.6%                      |
| 490                                    | 3 tháng 11 năm 2013        | 8.5%                       | 9.9%                       | 8.6%                       | 8.8%                       |
| 491                                    | 10 tháng 11 năm 2013       | 8.3%                       | 9.3%                       | 9.6%                       | 10.4%                      |
| 492                                    | 17 tháng 11 năm 2013       | 8.7%                       | 9.4%                       | 9.0%                       | 9.5%                       |
| K-pop Star 3 + Running Man             |                            |                            |                            |                            |                            |
| 493                                    | 24 tháng 11 năm 2013       | 10.9%                      | 12.5%                      | 11.0%                      | 12.1%                      |
| 494                                    | 1 tháng 12 năm 2013        | 10.4%                      | 12.1%                      | 10.7%                      | 11.7%                      |
| 495                                    | 8 tháng 12 năm 2013        | 10.3%                      | 12.2%                      | 11.3%                      | 12.8%                      |
| 496                                    | 15 tháng 12 năm 2013       | 10.5%                      | 12.1%                      | 11.6%                      | 12.6%                      |
| 497                                    | 22 tháng 12 năm 2013       | 10.4%                      | 12.2%                      | 10.5%                      | 11.2%                      |
| 498                                    | 029 tháng 12 năm 2013      | 10.0%                      | 11.6%                      | 11.8%                      | 13.3%                      |

### 2014
| Tập #                      | Ngày phát sóng             | TNmS Ratings               | TNmS Ratings               | AGB Ratings                | AGB Ratings                |
| Tập #                      | Ngày phát sóng             | Toàn quốc                  | Vùng thủ đô Seoul          | Toàn quốc                  | Vùng thủ đô Seoul          |
| K-pop Star 3 + Running Man | K-pop Star 3 + Running Man | K-pop Star 3 + Running Man | K-pop Star 3 + Running Man | K-pop Star 3 + Running Man | K-pop Star 3 + Running Man |
| -------------------------- | -------------------------- | -------------------------- | -------------------------- | -------------------------- | -------------------------- |
| 499                        | 5 tháng 1 năm 2014         | 11.9%                      | 13.7%                      | 12.8%                      | 14.1%                      |
| 500                        | 12 tháng 1 năm 2014        | 11.1%                      | 12.9%                      | 13.0%                      | 14.7%                      |
| 501                        | 19 tháng 1 năm 2014        | 11.0%                      | 12.9%                      | 11.4%                      | 12.3%                      |
| 502                        | 26 tháng 1 năm 2014        | 12.6%                      | 14.2%                      | 13.8%                      | 15.7%                      |
| 503                        | 2 tháng 2 năm 2014         | 12.0%                      | 14.8%                      | 12.1%                      | 13.1%                      |
| 504                        | 9 tháng 2 năm 2014         | 12.5%                      | 14.5%                      | 13.3%                      | 14.3%                      |
| 505                        | 16 tháng 2 năm 2014        | 11.2%                      | 12.9%                      | 11.6%                      | 12.5%                      |
| 506                        | 23 tháng 2 năm 2014        | 10.9%                      | 12.5%                      | 11.4%                      | 12.7%                      |
| 507                        | 2 tháng 3 năm 2014         | 9.4%                       | 11.1%                      | 11.2%                      | 12.7%                      |
| 508                        | 9 tháng 3 năm 2014         | 10.6%                      | 12.1%                      | 11.2%                      | 12.7%                      |
| 509                        | 16 tháng 3 năm 2014        | 9.4%                       | 11.3%                      | 10.6%                      | 11.5%                      |
| 510                        | 23 tháng 3 năm 2014        | 9.8%                       | 11.9%                      | 11.9%                      | 13.6%                      |
| 511                        | 30 tháng 3 năm 2014        | 8.9%                       | 10.6%                      | 10.0%                      | 11.2%                      |
| 512                        | 6 tháng 4 năm 2014         | 10.4%                      | 12.5%                      | 10.8%                      | 12.1%                      |
| 513                        | 13 tháng 4 năm 2014        | 10.0%                      | 12.1%                      | 10.3%                      | 11.2%                      |
| Roommate + Running Man     |                            |                            |                            |                            |                            |
| 514                        | 4 tháng 5 năm 2014         | 7.8%                       | 8.7%                       | 7.0%                       | 7.7%                       |
| 515                        | 11 tháng 5 năm 2014        | 9.1%                       | 11.2%                      | 8.5%                       | 9.6%                       |
| 516                        | 18 tháng 5 năm 2014        | 7.3%                       | 8.7%                       | 7.1%                       | 8.1%                       |
| 517                        | 25 tháng 5 năm 2014        | 8.8%                       | 10.9%                      | 8.0%                       | 8.8%                       |

## Giải thưởng & thành tựu
| Năm  | Giải thưởng |
| ---- | --- |
| 2007 | - 2007 SBS Entertainment Awards (30 tháng 12) - Korean Wave Program Award - X-man - Most Talented Entertainer Award - Haha (Good Sunday Old TV) - Giải thưởng lớn (Daesang) - Kang Ho-dong (X-man) |
| 2008 | - 2008 SBS Entertainment Awards (30 tháng 12) - Giải tân binh: Thể loại giải trí - Yang Jung-ah (Gold Miss is Coming) - Giải nhà sản xuất giải trí - Kim Su-ro (Family Outing), Jang Yun-jung (Gold Miss is Coming) - Giải đặc biệt: Thể loại tác giả - Lee Mi-sun (Tác giả của Family Outing) - Giải nhóm làm việc xuất sắc - nhóm Gold Miss is Coming - Giải phổ biến nhất do dân cư mạng bình chọn - Lee Chun-hee, Park Ye-jin (Family Outing) - Giải thưởng chương trình hay nhất của khán giả - Family Outing - Giải thưởng lớn (Daesang) - Yoo Jae-suk (Family Outing) |
| 2009 | - 2009 SBS Entertainment Awards (30 tháng 12) - Kịch bản tốt nhất - Choi Mun-kyung (Gold Miss is Coming) - Producer's TV Star Award - Yang Jung-ah (Gold Miss is Coming) - Giải phổ biến nhất cư dân mạng - Lee Hyo-ri (Family Outing) - Giải nhóm làm việc xuất sắc - nhóm Family Outing - Giải thưởng xuất sắc: Thể loại giải trí - Shin Bong-sun (Gold Miss is Coming) - Giải thưởng lớn (Daesang) - Yoo Jae-suk & Lee Hyo-ri (Family Outing) |
| 2010 | - 2010 SBS Entertainment Awards (30 tháng 12) - Giải ngôi sao giải trí SBS mới - Song Joong-ki, Lee Kwang-soo & Gary (Running Man), Kahi & IU (Heroes) - Giải đặc biệt - Song Ji-hyo (Running Man) - Giải ngôi sao TV xuất sắc - Kim Jong-kook (Running Man), Shin Bong-sun (Heroes) - Giải nhóm làm việc xuất sắc - đội Heroes - Giải phổ biến nhất cư dân mạng - Running Man |
| 2011 | - 2011 SBS Entertainment Awards (30 tháng 12) - Giải tân binh: Thể loại thực tế - Lee Kwang-soo (Running Man) - Giải tác giả - Park Hyun-sook (Running Man) - Giải đặc biệt - Kim Yu-na (Kiss & Cry) - Giải giải trí xuất sắc: Thể loại thực tế - Haha (Running Man) & Park Jun-geum (Kiss & Cry) - Giải thưởng xuất sắc nhất - Running Man - Giải thưởng xuất sắc: Thể loại thực tế - Kim Jong-kook & Song Ji-hyo (Running Man) - Giải thưởng xuất sắc nhất: Thể loại thực tế - Kim Byung-man (Kiss & Cry) - Giải thưởng lớn (Daesang) - Yoo Jae-suk (Running Man) |
| 2012 | - 2012 SBS Entertainment Awards (30 tháng 12) - Giải giải trí xuất sắc - Thể loại thực tế - Chu Sung-hoon & Jeon Hye-bin (Law of the Jungle) - Giải nhà sản xuất - Yoon Do-hyun (K-pop Star, Law of the Jungle) - Giải thưởng xuất sắc: Thể loại thực tế - Gary & Jee Seok-jin (Running Man) - Chương trình xuất sắc - K-pop Star - Giải thưởng xuất sắc nhất - Law of the Jungle - Chương trình phổ biến nhất - Running Man - Giải chương trình phổ biến nhất của người xem - Yoo Jae-suk (Running Man) - Giải thưởng xuất sắc nhất: Thể loại thực tế - Kim Byung-man (Law of the Jungle) - Giải đặc biệt - BoA (K-pop Star) - Giải thưởng lớn (Daesang) - Yoo Jae-suk (Running Man) |
| 2013 | - 2013 SBS Entertainment Awards (30 tháng 12) - Giải tình bạn - Lee Kwang-soo (Running Man) - Giải nhà sản xuất - Kang Ho-dong (Những người bạn chân đất) - Giải thưởng nam xuất sắc - Haha & Kim Jong-kook (Running Man) - Giải thưởng xuất sắc: Thể loại thực tế - K-pop Star - Giải thưởng xuất sắc nhất - Running Man - Giải chương trình phổ biến nhất của người xem - thành viên Running Man - Giải thưởng nữ xuất sắc - Song Ji-hyo (Running Man) |

## Liên kết
- Trang chủ chính thức Good Sunday (cũ) (tiếng Hàn)
- Trang chủ chính thức New X-man Good Sunday (tiếng Hàn)
- Trang chủ chính thức Good Sunday Haja! Go (tiếng Hàn)
- Trang chủ chính thức Good Sunday Old TV (tiếng Hàn)
- Trang chủ chính thức Good Sunday (mới) (tiếng Hàn)
- Trang chủ chính thức Kim Yu-na's Kiss & Cry (tiếng Hàn)
- Trang chủ chính thức BIGsTORY (tiếng Hàn)
- Trang chủ chính thức K-pop Star (tiếng Hàn)
- Trang chủ chính thức Kim Byung-man's Law of the Jungle 2 (tiếng Hàn)
- K-pop Star 2 Official Homepage trên SBS The Soty (tiếng Hàn)
- Trang chủ chính thức Những người bạn chân đất (tiếng Hàn)
- Trang chủ chính thức K-pop Star 3 (tiếng Hàn)
- Kênh Good Sunday trên YouTube (tiếng Hàn)
- Kênh Kiss & Cry trên YouTube (tiếng Hàn)
- Kênh K-pop Star trên YouTube (tiếng Hàn)